# Vallo di Sicilia
Il Vallo di Sicilia è un'unità territoriale, o più spesso amministrativa, in cui veniva divisa la Sicilia, la cui istituzione è stata ipotizzata relativa al periodo normanno e la cui forma - pur con notevoli cambiamenti nei primi secoli di esistenza - rimase quasi invariata fino alla riforma amministrativa del Regno di Sicilia in età borbonica.

## Etimologia
L'origine etimologica del termine Vallo non è del tutto chiara.
Genericamente si tende a far discendere il termine da un termine latino, oppure arabo attraverso il vocabolo wālī (in arabo والى‎?); in questo caso, tuttavia, il termine definisce le magistrature preposte alle province e non le medesime, che sono chiamate wilāya.
Di diverso avviso fu a suo tempo l'Amari, il quale ritenne che il termine vallis che appare nei primi documenti normanni dovette intendersi come la traduzione in lingua latina del termine iqlīm, con significato indistinto nei primi diplomi normanni di "territorio" e quindi estendibile a qualsiasi città, distretto o provincia. L'origine latina proverrebbe dal termine vall accanto a vallum, a sua volta una possibile eredità sanscrita dalla radice var- o val- di varaṇà, che indica un palo, una palizzata o in generale un confine a palizzate.
L'origine da valle viene comunque rigettata da molti studiosi anche per la declinazione al maschile del vocabolo.

## Storia
Come detto, l'istituzione del Vallo si tende a far risalire all'epoca normanna. Il più antico di cui si ha notizia, infatti, è il Vallo di Demona, testimoniato da fonti relative al 1060. 

### Origine

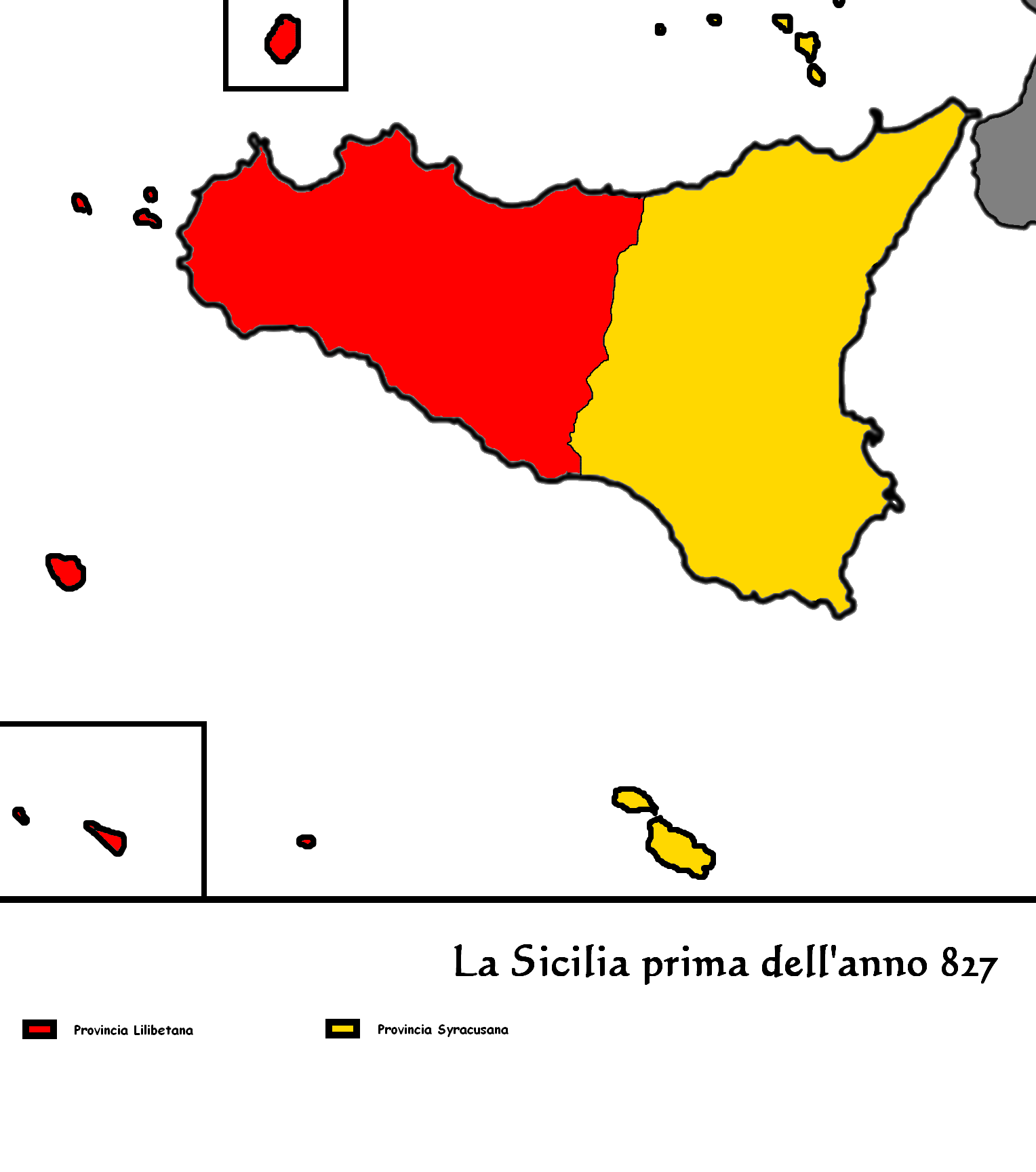
Suddivisione amministrativa del thema di Sikelia sotto Costante II.

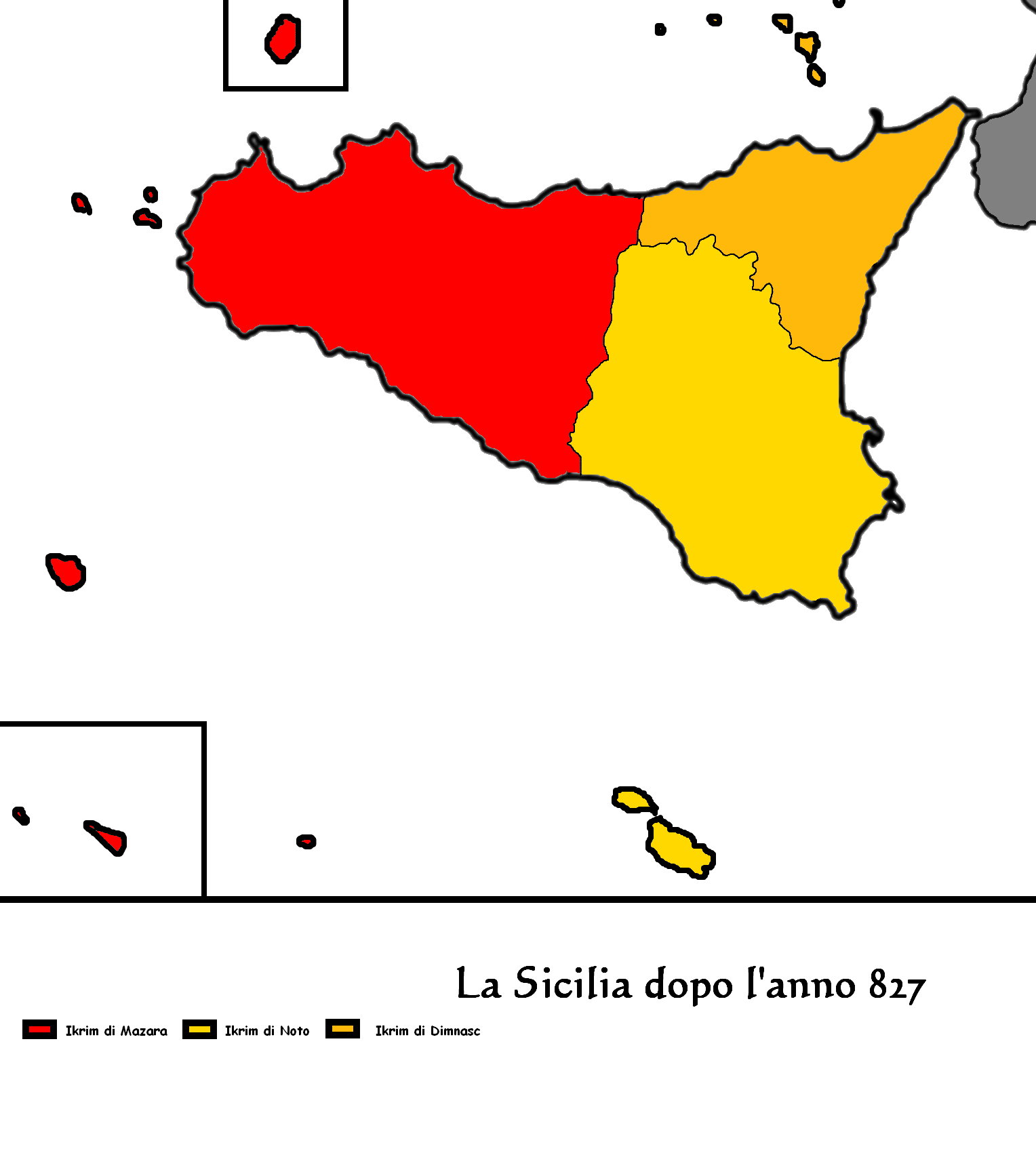
Suddivisione amministrativa della Sicilia durante la prima dominazione musulmana.

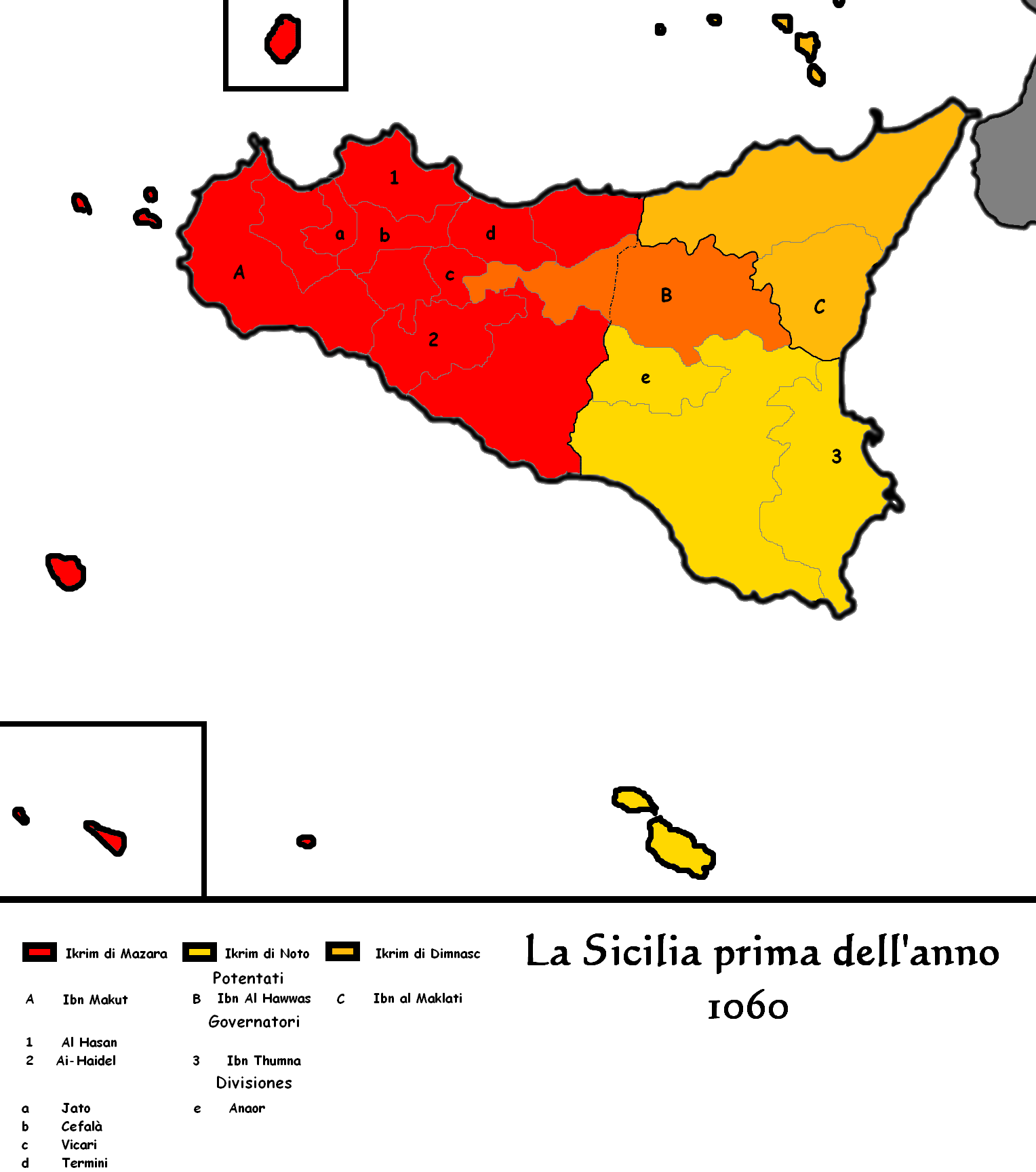
Suddivisione amministrativa della Sicilia durante la guerra civile tra gli emiri di Sicilia.

Se si fa riferimento alla conquista dei Normanni per quanto concerne la suddivisione in valli della Sicilia, la presenza di più divisioni amministrative, territoriali e religiose nella regione ha certamente radici più profonde. Sotto il dominio romano infatti l'Isola era divisa in due provinciae territoriali: la provincia Lilibetana e la provincia Siracusana, usando come limite territoriale il fiume Imera meridionale (detto comunemente Salso, perché presenta un'elevata salinità per un lungo tratto fino alla foce) e il fiume Imera settentrionale (al tempo ritenuto un unico fiume col precedente). Con la prima diffusione del Cristianesimo si istituirono pure le prime diocesi. La tradizione, sebbene non supportata da prove concrete, vede Siracusa quale la sede della seconda diocesi al mondo, dopo Antiochia e anche le diocesi di Agrigento, Catania, Messina, Palermo vantano un'antica fondazione. Tuttavia, sebbene vi siano numerose testimonianze della presenza di comunità cristiane organizzate intorno al III secolo quasi su tutta l'Isola, non vi sono certezze sulla loro amministrazione, sui confini delle diverse divisioni diocesane o su quali territori fossero di loro pertinenza: si può solo ragionevolmente supporre che, in qualche modo, il limite del Salso venne rispettato, anche se poi le diocesi venivano ulteriormente frazionate. Dopo la caduta dell'Impero Romano le principali istituzioni decaddero. Nel VII secolo l'Isola passa all'Impero Romano d'Oriente e sotto Giustiniano II diventa un thema bizantino. Tale thema aveva in Siracusa la principale città, dove risiedeva lo strategoto, mentre è probabile che esistesse una suddivisione interna del territorio con diverse città a capo di un distretto di pertinenza. Il turmarca Eufemio di Messina prese per un breve periodo possesso del thema di Sikelia, proclamandola impero autonomo, ma costretto alla fuga in Ifriqiya, favorirà la conquista aghlabide della Sicilia nel corso del IX e X secolo. Dalla caduta di Siracusa fino al 965 il thema continuerà ad esistere, pur circondato dai territori occupati dalle truppe islamiche, con capitale Rometta. Nel contempo vennero istituite delle suddivisioni territoriali e vennero create delle forme di governatorato locale, probabilmente degli iqlīm o iklim (talora riportato anche ikrim) affidati ai rispettivi giund, a partire dalla seconda metà del IX secolo. Amari giustifica la possibilità della suddivisione in tre province in età islamica e, nel contempo, la citazione nei più antichi documenti Normanni del solo Val Demone, con la necessità di rispettare l'antica suddivisione romana in due province, cui si aggiunge la terza - il Val Demone, appunto - distinta perché non ancora conquistata. Anche le principali città che diedero nome ai valli troverebbero in questa occasione la loro origine: Mazara verrebbe preferita a Lilibeo perché sede del diwân di benefici militari, mentre Palermo e Agrigento sarebbero state allodi dei rispettivi conquistatori; Noto verrebbe preferita a Siracusa perché quest'ultima al tempo non si era ancora ripresa dalla sanguinosa battaglia dell'878; sull'origine del Val Demone l'Amari chiude con la possibile origine dal greco tondemenon (="perduranti" o "permanenti", forse nella fede o nell'Impero), riferito agli abitanti del territorio, termine che diede nome al vallo e al contempo ad un fortilizio divenuto in seguito città. Significativo il fatto che una gola presso Rometta, capitale del thema non ancora dissolto, viene chiamata in un documento del 963 "Dimnasc" (la quale pronuncia sarebbe dimnaʃ). Verso la fine della dominazione islamica, quindi, la Sicilia appare divisa in tre potentati (quello di Abd Allah ibn Makut a Trapani, Marsala, Mazara, Sciacca e rispettivi territori; di Ibn al Hawwas a Castrogiovanni e Castronovo; di Ibn al Maklati a Catania) e diversi altri governatori avevano in mano altri territori di Sicilia, come quello di Al Hasan a Palermo; di Hamud ai-Aidel a Burgio; di Ibn al Thumna a Siracusa. Ancora ad Anaor, Jato, Vicari, Cefalà e Termini appaiono a capo delle rispettive divisiones, presentando una situazione amministrativa complessa analogamente a quanto avviene con gli alfoz andalusi.

### Istituzione

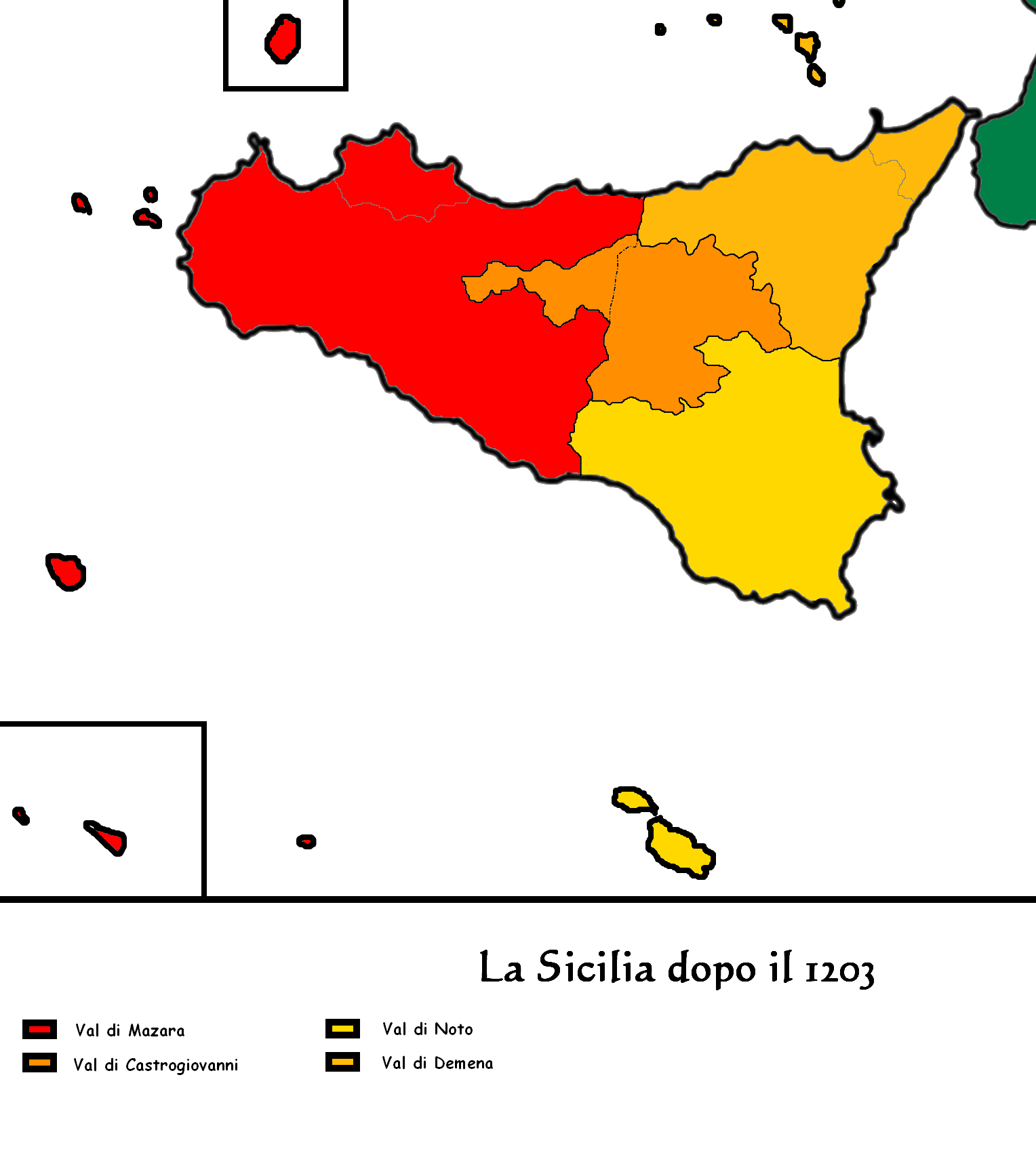
Suddivisione amministrativa del Regno di Sicilia in età normanna.

La conquista normanna iniziò da nord, con la presa dei territori ancora in parte bizantini. Tra i primi documenti del periodo normanno appare la menzione del valle Deminæ in un documento del Malaterra relativa al secondo sbarco di Ruggiero in Sicilia (1060). Tale definizione però probabilmente definiva un territorio circoscritto, non oltre la diakratèsis urbana, sebbene, come pure la presenza di funzionari a Castrogiovanni nel 1109 (baiuli, visconti, gabellieri), costituisse già una sorta di "embrione" dell'amministrazione provinciale che avrebbe caratterizzato piuttosto il secolo successivo. La prima descrizione della estensione di un vallo si ha del Val Demone nel 1154 in Edrisi e genericamente si ritiene che tale sia anche la data della sua formalizzazione. L'attestazione successiva al 1130, anno di fondazione del Regno di Sicilia da parte di Ruggiero II, può indurre a credere che l'istituzione dei valli fosse una precisa volontà per gestire e amministrare meglio il Regno consolidato, accorpando le varie concessioni militari elargite durante il periodo della conquista. Al 1172 invece risale il primo riferimento certo relativo alla fondazione del secondo vallo, quello di Noto, mentre il terzo vallo a noi noto è a Castrogiovanni a partire dai documenti del 1183. La creazione di questi due avvenne sotto il regno di Guglielmo II (1166-1189). Del 1203, quindi notevolmente tardi rispetto ai precedenti, è il primo riferimento al Vallo di Mazara, in un documento redatto sotto la reggenza di Gualtiero di Palearia, tutore di un giovanissimo Federico (al tempo aveva appena nove anni), in quell'anno ancora ostaggio di Guglielmo di Capparone. Bisogna pensare, per l'età normanna, alla formalizzazione di una suddivisione amministrativa preesistente dal tempo dei quwwád siciliani, relativa a tre valli iniziali di (Noto, di Mazara e di Dèmona, ossia i medesimi di cui trattava l'Amari e originatisi dalla distinzione che fecero gli aghlabidi al momento della conquista dell'Isola), la quale conobbe nella realtà amministrativa un notevole spezzettamento con la fondazione di numerosi altri giustizierati, il cui primo ad aggiungersi fu il Vallo di Castrogiovanni, probabilmente sulla base di concessioni precedenti. Con la fine del regno normanno e l'inizio della dinastia sveva i valli inizieranno ad accrescersi fino a raggiungere il loro numero massimo sotto la dinastia aragonese.

### Età sveva

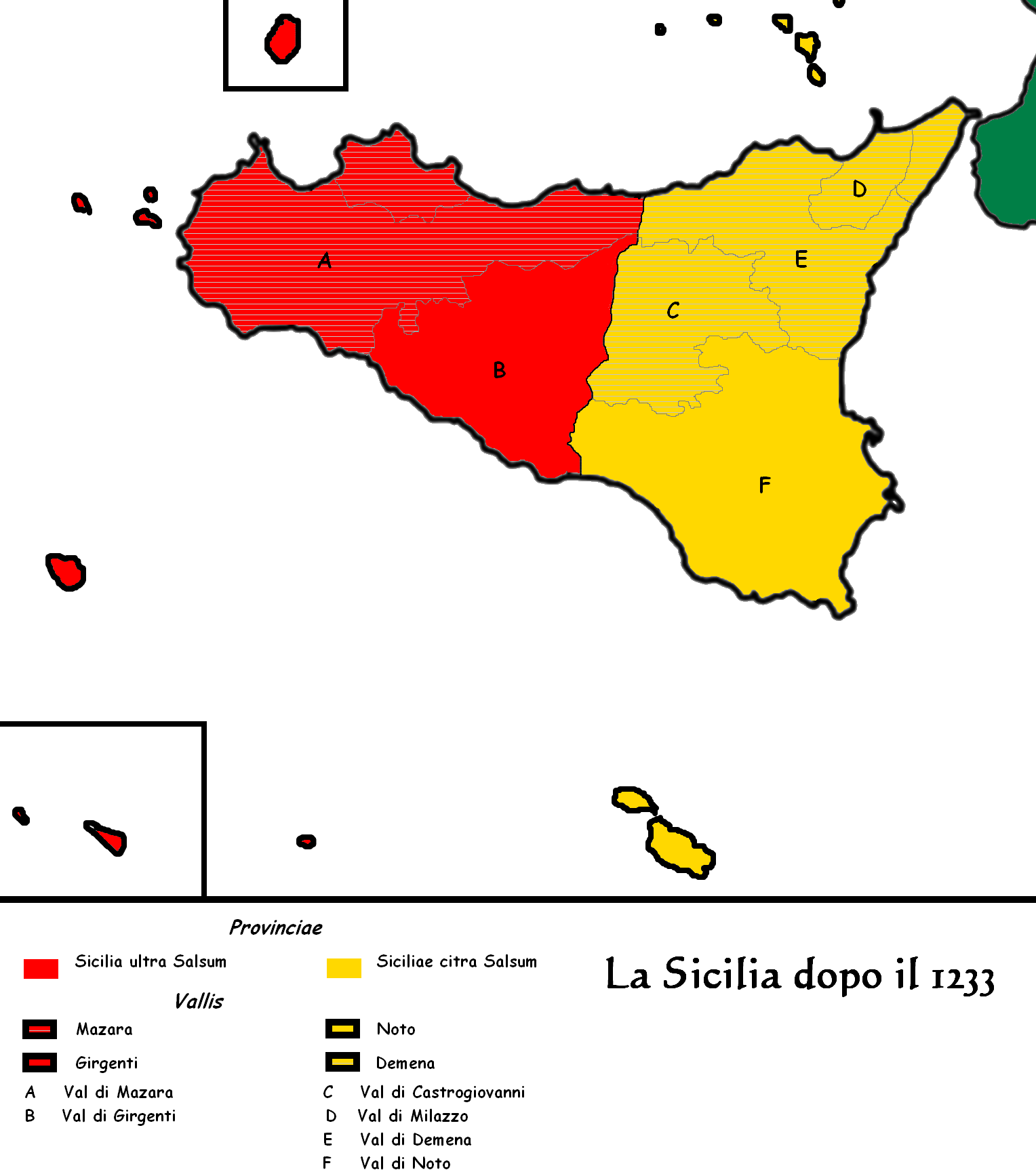
Suddivisione amministrativa del Regno di Sicilia dopo l'istituzione del Vallo di Girgenti.

Come già accennato, il Vallo di Mazara viene menzionato per la prima volta in epoca sveva, sotto il periodo di tutorato di Gualtiero di Palearia, ultima figura forte della struttura amministrativa normanna. Nel 1217 appare in un documento il giustizierato di Milazzo il quale, per alcuni autori, già costituisce sostanzialmente la funzione di vallo, mentre per altri si trattò solo di una circoscrizione militare, almeno nei suoi primi tempi. Nel 1231 avviene una mossa politica di Federico atta a unificare le varie forme di amministrazioni locali, dissolvere le diverse autonomie e i privilegi concessi dai suoi predecessori e nel contempo ripristinare l'antica suddivisione romana, leggibile nel contesto della visione imperialistica del sovrano. Mediante le costituzioni di Melfi Federico suddivise il regno in due macroaree, assumendo quale riferimento la città calabrese di Roseto, che fungeva da confine, di conseguenza, la Sicilia e la Calabria costituirono la prima di tali aree, mentre gli altri territori continentali fino al Tronto costituirono la seconda macroregione e alla guida di ciascuna delle due divisioni era posto un Gran Giustiziere o Maestro Giustiziere. L'area siculo-calabrese fu ripartita in quattro giustizierati, due peninsulari e due isolani. Sul continente l'imperatore stabilì il giustizierato di Val di Crati e Terra Giordana e il giustizierato di Calabria, mentre in Sicilia, seguendo l'antica e naturale divisione dell'isola fatta dai due fiumi Imera, istituì il giustizierato Sicilia citra flumen Salsum e il giustizierato Sicilia ultra flumen Salsum, usando il Faro (Messina) come riferimento, sicché la prima (al di qua del fiume Salso) costituiva la regione orientale, mentre la seconda (al di là del fiume Salso) era costituita dalla metà occidentale. In tali territori, l'amministrazione e la riscossione dei tributi fu affidata da Federico II a due segreti, che erano funzionari di nomina regia. Il primo risiedeva in Palermo e aveva competenza sulla sola Sicilia al di là del Salso, mentre il secondo risiedeva in Messina e aveva competenza sulla Sicilia al di qua del Salso, sul giustizierato di Calabria e sulla Val del Crati e Terra Giordana. Questo accentramento tuttavia non cancellò del tutto le strutture amministrative locali che anzi mantennero le loro espansioni territoriali, ma ne cambiò principalmente la funzione. I cinque valli (di Dèmona, di Castrogiovanni, di Noto, di Mazara, di Milazzo) mantennero il titolo, ma cambiarono funzione divenendo sede dunque di sotto-circoscrizioni giudiziarie, e per necessità fisiche (l'eccessiva estensione delle due circoscrizioni e l'obbligo di amministrazione della giustizia nei luoghi di residenza degli imputati o nelle più immediate vicinanze) vi si aggiunse una sesta unità amministrativa, nel 1233, quella di Girgenti. Il vallo viene anche tradotto dal latino da parte di alcuni autori "Vallo di Agrigento", sebbene sotto Federico la città fosse già chiamata Girgenti, così come lo è ancora oggi in siciliana. Le funzioni fiscali assumono pure una loro ramificazione, così assistiamo alla presenza di più distretti fiscali tra cui l'istituzione anche di "un camerario della contea di Geraci e delle partes di Cefalù e Termini, nominato dal secreto di Palermo". Alla morte di Federico le amministrazioni di giustizia assumono anche funzioni militari, se sotto Manfredi, nel 1255, Enrico Abbate veniva denominato «capitaneus in Valle Mazarie». La dinastia sveva lasciò il posto a Carlo I d'Angiò, designato Re di Sicilia da papa Clemente VI nel 1265, il quale provvide nuovamente ad accentrare le funzioni nelle due circoscrizioni federiciane svalutando e diminuendo le competenze delle circoscrizioni più piccole.

### Età aragonese

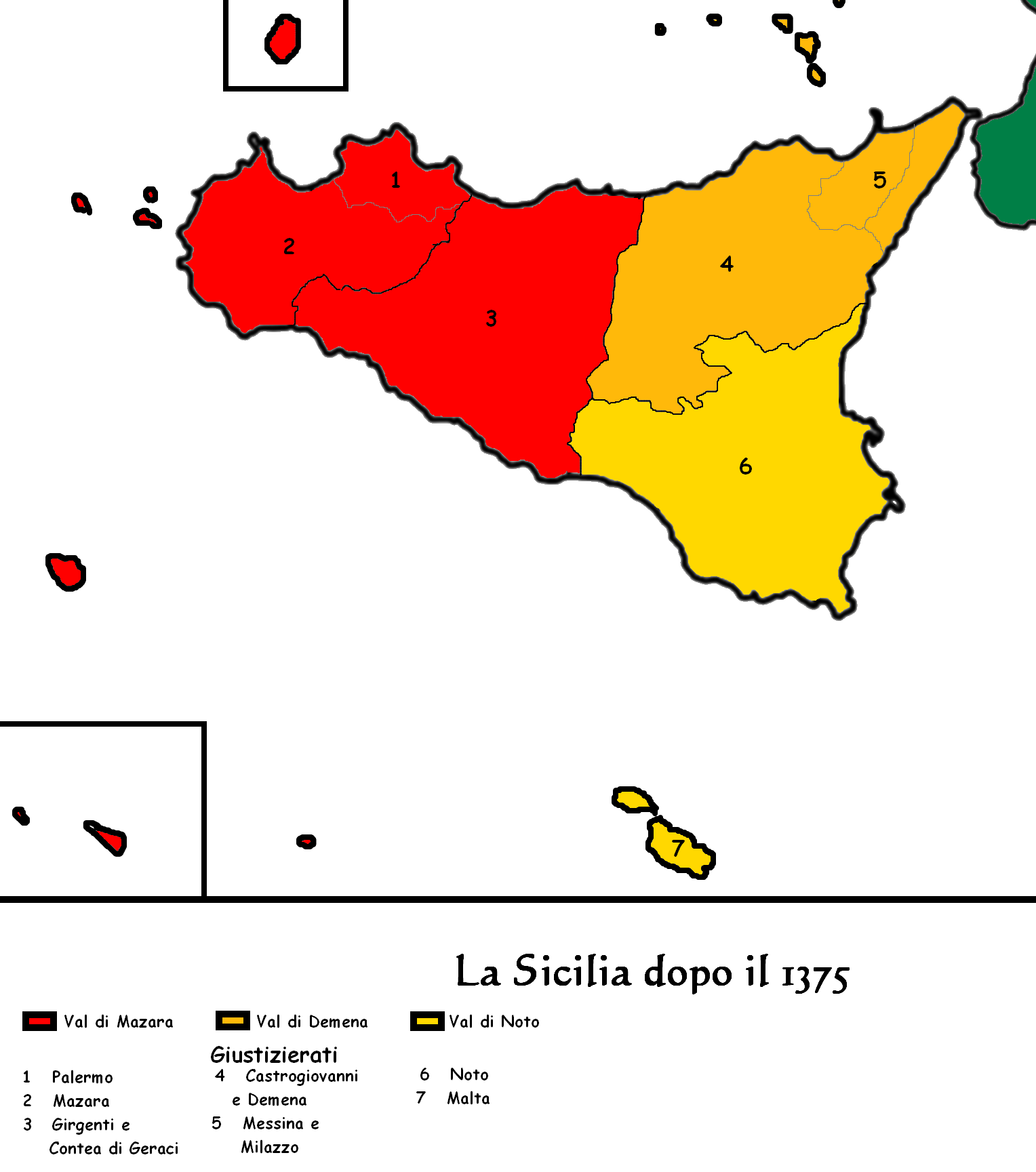
Suddivisione amministrativa del Regno di Trinacria sotto il regno di Federico IV.

A seguito della lunga Guerra del Vespro e di forme amministrative provvisorie (perlopiù capitanati di giustizia) Pietro I - che nel 1282 si fece coronare Re di Sicilia, sebbene formalmente lo fosse ancora Carlo - ripristinò le figure amministrative federiciane riprendendo le due circoscrizioni fiscali le quali fecero capo ai secreti e maestri procuratori, nonché ai maestri portolani; i giustizierati ripresero invece la denominazione normanna di vallo e si fecero più complessi prevedendo sette giustizieri a capo di un maestro giustiziere del Regno: Vallo di Mazara; Vallo di Girgenti; la Contea di Geraci che comprendeva anche le partes di Cefalù e Termini; Vallo di Castrogiovanni, Demina e Milazzo; Val di Noto; l'arcipelago di Malta; Palermo. Tali figure assunsero per esigenze belliche anche le funzioni fiscali e militari, sicché divennero organi intermedi tra gli uffici periferici e quelli centrali del Regno. I loro confini dovettero ricalcare quelli di epoca sveva, trovandosi solo in parte a ricalcare i limiti delle diocesi, così che molte di queste si trovarono distribuite tra due o più giustizierati; fanno eccezione le diocesi di Mazara, Agrigento, Noto, Patti e Malta. Le modifiche successive non cambiano in sostanza il numero di valli, ma vedono mutazioni talora radicali nelle funzioni o nelle competenze, in accorpamenti e nelle ridefinizioni territoriali. Si ha notizia anche di un giustiziere di Calabria il quale verrà però soppresso nel 1283. A cavallo tra gli anni 1285 e 1286, sotto il regno di Giacomo I, il giustizierato della Contea di Geraci e delle partes di Termini e Cefalù viene aggregato al Vallo di Girgenti, e prenderà il titolo di «Val di Agrigento, della contea di Geraci e delle parti di Termini e Cefalù» fino al 1292, anno in cui la Contea di Geraci si distaccherà poiché infeudata a Enrico Ventimiglia. Una situazione analoga è il caso peculiare di Messina dove ancora vigeva la funzione dello stratigoto, il quale nel 1302 per concessione di Federico III estendeva la sua amministrazione sul Vallo di Milazzo di fatto sottraendolo al Vallo di Castrogiovanni. Tra il 1312 e il 1329 appare anche un giustiziere a Trapani, forse un capitano con funzioni giudiziarie la cui competenza si limitava ai territori della stessa città, così come vi è menzione del giustiziere nella contea di Adernò a partire dal 1348.
Dal 1348 al 1362 la situazione amministrativa viene nuovamente sconvolta da cause belliche: in tale periodo la Sicilia viene colpita dalla grave guerra civile tra le fazioni latina e spagnola (i primi filo-angioini, i secondi filo-catalani). Dunque assistiamo ad un maggiore spezzettamento delle unità amministrative, le quali spesso sono circoscritte a singole città: i capitani di città saranno di nomina regia e avranno dapprima il titolo di capitano di guerra e a partire dalla pace del 1361 capitani con cognizione delle cause criminali, potendo amministrare la giustizia criminale. Altre concessioni notevoli coinvolgono i grandi e i piccoli feudatari. Nel primo caso in particolare dopo la pace del 1361 fu lo stesso Federico IV a concedere grandi benefici ai maggiori feudatari, allo scopo di mettere fine alla guerra civile, con la formula quod vitam; mentre i secondi beneficiarono delle concessioni secondo la formula «a regio beneplacito» prima della pace ottenuta, approfittando della minore età del sovrano. Ad ogni modo tali concessioni si rivelarono quasi tutte fittizie o comunque quasi mai sfruttate, poiché o i feudatari si ribellarono al sovrano perdendo di fatto ogni privilegio concesso ovvero per resipiscenza di Federico stesso.
Dalla metà del secolo i quattro valli rimangono vacanti e solo dopo circa un decennio dalla conclusione della guerra civile Federico IV decise di poter riassestare l'amministrazione del Regno, ripristinando nel 1373 i Valli di Mazara, di Girgenti e le partes di Cefalù e Termini, di Castrogiovanni e Demona, di Noto. Ma il ripristino vede i valli territorialmente notevolmente ridotti a causa delle concessioni effettuate durante la guerra. Oltretutto proprio a partire dal 1373 la Sicilia viene sconvolta da una grave carestia, dalla peste e da una pessima amministrazione che comportò un ulteriore aumento del numero di città che poterono officiare la giustizia penale. Nel Val di Mazara, dove a causa della carestia le rivolte portarono all'estromissione del conte Francesco Ventimiglia giustiziere preposto al Vallo, il sovrano si trovò costretto a nominare nuovi capitani con cognizione delle cause criminali in quasi tutti i centri demaniali (ossia a Trapani, Monte San Giuliano, Marsala, Corleone, Salemi); dal Val di Castrogiovanni e Demona erano escluse Patti e San Marco già nel 1373, dall'anno seguente anche Nicosia e Gagliano, dal 1375 Piazza, la stessa Castrogiovanni e Calascibetta; dal Vallo di Girgenti, nonostante l'assenza di documenti relativi a disordini, vennero sottratti la stessa Girgenti, le università feudali di Giovanni e di Manfredi Chiaromonte e Racalmuto; dal Val di Noto vennero sottratti i capitanati della contea di Modica e la terra di Ragusa, Caltagirone, Lentini, Siracusa e forse la stessa Noto; il governatorato di Messina, dove vigeva ancora lo stratigoto, perse nel 1376 Taormina e Francavilla. I valli, in pratica, persero quasi tutte le città demaniali, dovendo amministrare la giustizia penale praticamente sui soli feudi dove non vi fossero concessioni precedenti.
Per il periodo successivo l'obiettivo di riservare l'esercizio della giustizia penale a pochi funzionari che rispondevano direttamente al sovrano fu perseguito, dopo il periodo dei 4 vicari e la successiva restaurazione del potere regio, da Martino I che nel 1403 ripropose nel capitolo 51 delle sue Constitutiones il ripristino della carica di giustiziere nei quattro Valli, anche se questa norma non pare abbia avuto una concreta applicazione. La suddivisione di Martino I prevedeva i valli di Mazara, di Noto, di Demona e di Girgenti e Castrogiovanni. A loro volta questi erano suddivisi in Territori. Nel caso del Vallo di Girgenti e Castrogiovanni, ad esempio, esistevano otto territori: Girgenti, Naro, Licata, Castrogiovanni, Calascibetta, Polizzi, Castronovo e Sutera.
L'obbiettivo di ripristinare la vecchia funzione giurisdizionale dei Valli dunque apparirà insoluto fino alla fine del Regno di Sicilia e alla relativa istituzione del Vicereame spagnolo.

### Età dei viceré

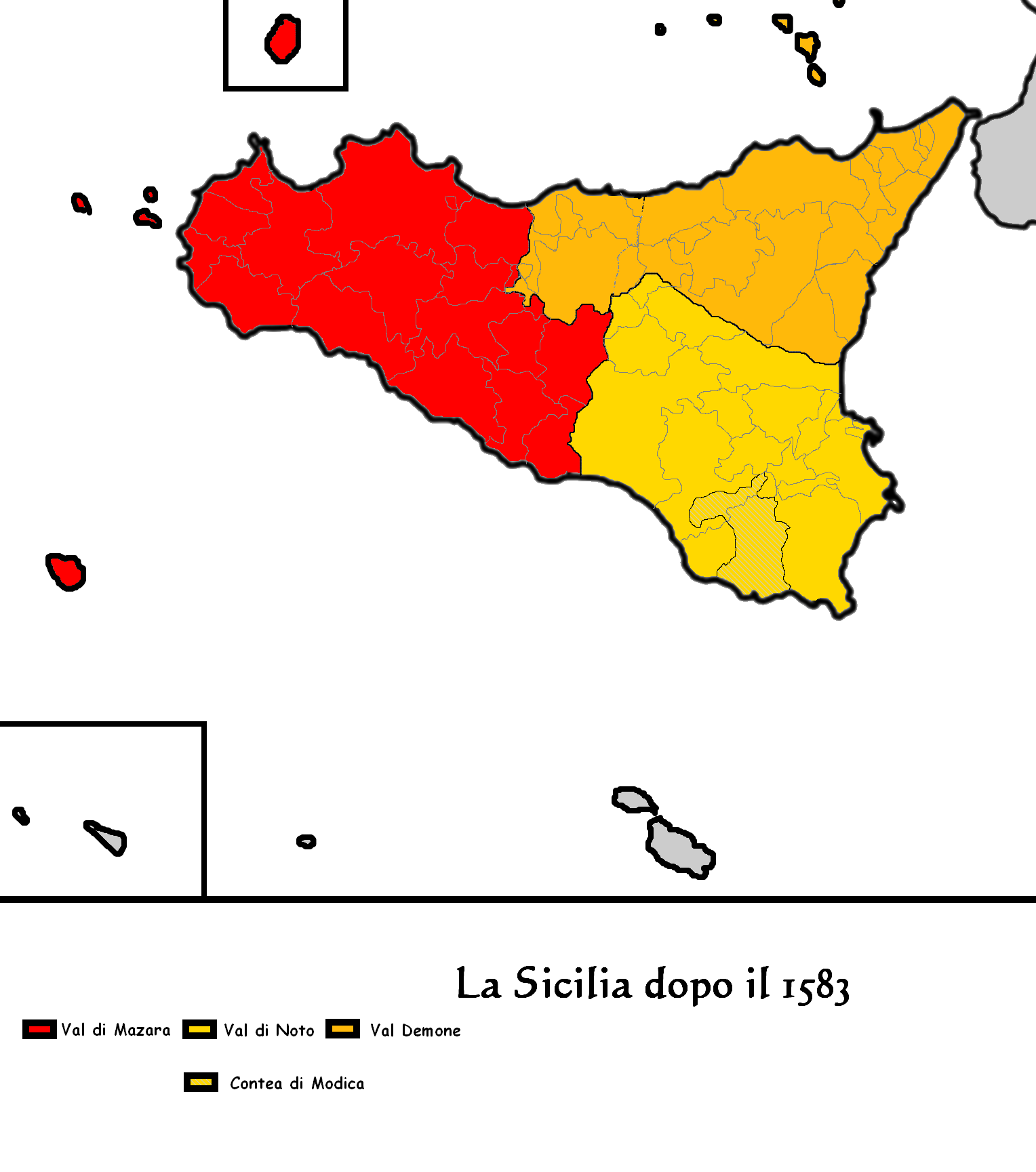
Suddivisione amministrativa del Vicereame di Sicilia dopo l'istituzione delle comarche (1583).

#### Contesto storico in età spagnola
Con la morte di Martino II il Vecchio si chiude il periodo di indipendenza della Sicilia e ha inizio il vicereame spagnolo. Nel 1412, infatti, Ferdinando I d'Aragona dichiarò il "vecchio Regno" un vicereame, istituendo un vicariato - una formula del tutto innovativa e sperimentata per la prima volta sull'Isola - che lo rappresentasse. Il ruolo del viceré fu inizialmente marginale, almeno finché fu in Sicilia la regina Bianca d'Evreux. La nuova concezione dei sovrani spagnoli vedeva un forte accentramento dei poteri e i diversi governatorati isolani vennero presto dissolti. La situazione di incertezza politica causò notevoli disordini che sfociarono in sanguinose guerre civili e rivolte. Sebbene il primo viceré fosse stato il principe ereditario Giovanni II, la successione al vicariato vide, già dal 1416, personalità sempre più lontane dalla corona, salvo talune eccezioni; sinonimo, questo, di un disinteresse regio per l'Isola. Il viceré spesso era di origine spagnola, appartenente alle alte cariche militari del Regno di Spagna e quasi mai interessato all'autonomia isolana. L'esempio di Messina che propose la nomina di un secondo viceré, bipolarizzando la gestione dell'isola e di fatto creando due vicereami (uno con sede a Palermo e l'altro con sede a Messina, appunto), lascia trapelare una forte frammentazione politica della Sicilia. Una certa eccezione è costituita da Ugo di Moncada il quale, nel 1516, in occasione della morte di re Ferdinando II, approfittò del vuoto di potere per infiammare la Sicilia insieme ai nobili isolani a lui fedeli. La rivolta fu sedata nel sangue e molte furono le ferite inferte alle città ribelli.

#### I valli in età vicereale
Per una migliore gestione dell'amministrazione civile vennero ripristinati i tre valli di istituzione islamica, diMazara, di Demone e di Noto, annullando formalmente tutte le altre forme amministrative. Palermo mantenne una sua importanza, quale sede di capitale del viceregno, tuttavia il titolo era quasi una formalità essendo di fatto tutti i poteri concentrati a Madrid. Malta - e relativi organi amministrativi - venne separata dalla Sicilia, nel 1530, poiché assegnata, da Carlo V, ai Cavalieri Ospitalieri. Messina riuscì a mantenere tutti i suoi privilegi storici fino al 1678, quando, a seguito della rivolta antispagnola (appoggiata dai francesi), ne venne privata e fu duramente repressa, con misure tali che avviarono la città alla decadenza.
Ad ogni modo, non mancano le attestazioni di cariche analoghe ai giustizieri medioevali e alle principali funzioni svolte in passato dai valli, come non manca l'attestazione di nuovi feudi e la conferma di contee e baronie. L'autonomia amministrativa delle entità locali, però, venne ricondotta ai tre valli principali. Tale tripartizione dell'isola, sebbene soggetta, nei confini interni a notevoli rielaborazioni, rimase attiva per quasi tre secoli e fu riprodotta nelle prime cartografie politiche della Sicilia, finendo per essere la più nota suddivisione territoriale storica della Sicilia.

#### Le comarche
Con la prammatica del 13 aprile 1583, la suddivisione amministrativa del territorio isolano fu riorganizzata: l'allora viceré di Sicilia, Marcantonio Colonna, decretò l'istituzione delle comarche. Inizialmente quarantadue, divennero quarantaquattro, nel XVII secolo.
L'istituzione di tali nuove unità amministrative non comportò la soppressione dei valli, ma funzioni e finalità delle antiche circoscrizioni sono oggetto di dibattito. Secondo alcuni autori, l'introduzione delle comarche comportò una organizzazione del regno su due livelli amministrativi: il primo livello era rappresentato dai valli, il secondo livello era rappresentato dalle comarche. Altri autori sostengono, invece, che le comarche fecero perdere qualsiasi valore amministrativo ai valli, i quali finirono per diventare pure espressioni geografiche. Una eccezione a valli e comarche è rappresentata della Contea di Modica, un "vero stato nello stato". La Contea di Modica mantenne funzioni amministrative autonome fino al 1702; per di più, nei sette anni di dominazione sabauda, la Contea non fece parte dei domini di Casa Savoia, ma costituì, di fatto, una enclave spagnola nel territorio sabaudo.
Le quarantaquattro comarche ebbero per capoluoghi le odierne città di Acireale, Licata, Augusta, Calascibetta, Caltagirone, Carlentini, Enna, Castronovo di Sicilia, Castroreale, Catania, Cefalù, Corleone, Agrigento, Lentini, Linguaglossa, Marsala, Mazara del Vallo, Messina, Milazzo, Mineo, Mistretta, Erice, Palermo, Naro, Nicosia, Noto, Patti, Piazza Armerina, Polizzi Generosa, Barcellona Pozzo di Gotto, Rometta, Randazzo, Salemi, Agira, Santa Lucia del Mela, Sciacca, Siracusa, Sutera, Taormina, Termini Imerese, Tortorici, Troina, Trapani e Vizzini.
L'organizzazione del territorio in comarche restò in essere sino alla riforma amministrativa borbonica avviata con la Costituzione siciliana del 1812, che suddivise l'isola in distretti, e conclusa con le disposizioni normative del 1817, che raggrupparono i distretti in sette province.

#### Circoscrizioni militari in età spagnola
Accanto alla ripartizione civile del territorio, esisteva anche una suddivisione militare: il governo spagnolo, infatti, istituì undici circoscrizioni a carattere militare dette sergenzie, che avevano estensione e confini differenti rispetto alle comarche. La sergenzie avevano quali capoluoghi: Sciacca, Termini, Girgenti, San Fratello, San Filippo, Patti, Taormina, Aci, Lentini, Caltagirone e Scicli.

### Età borbonica

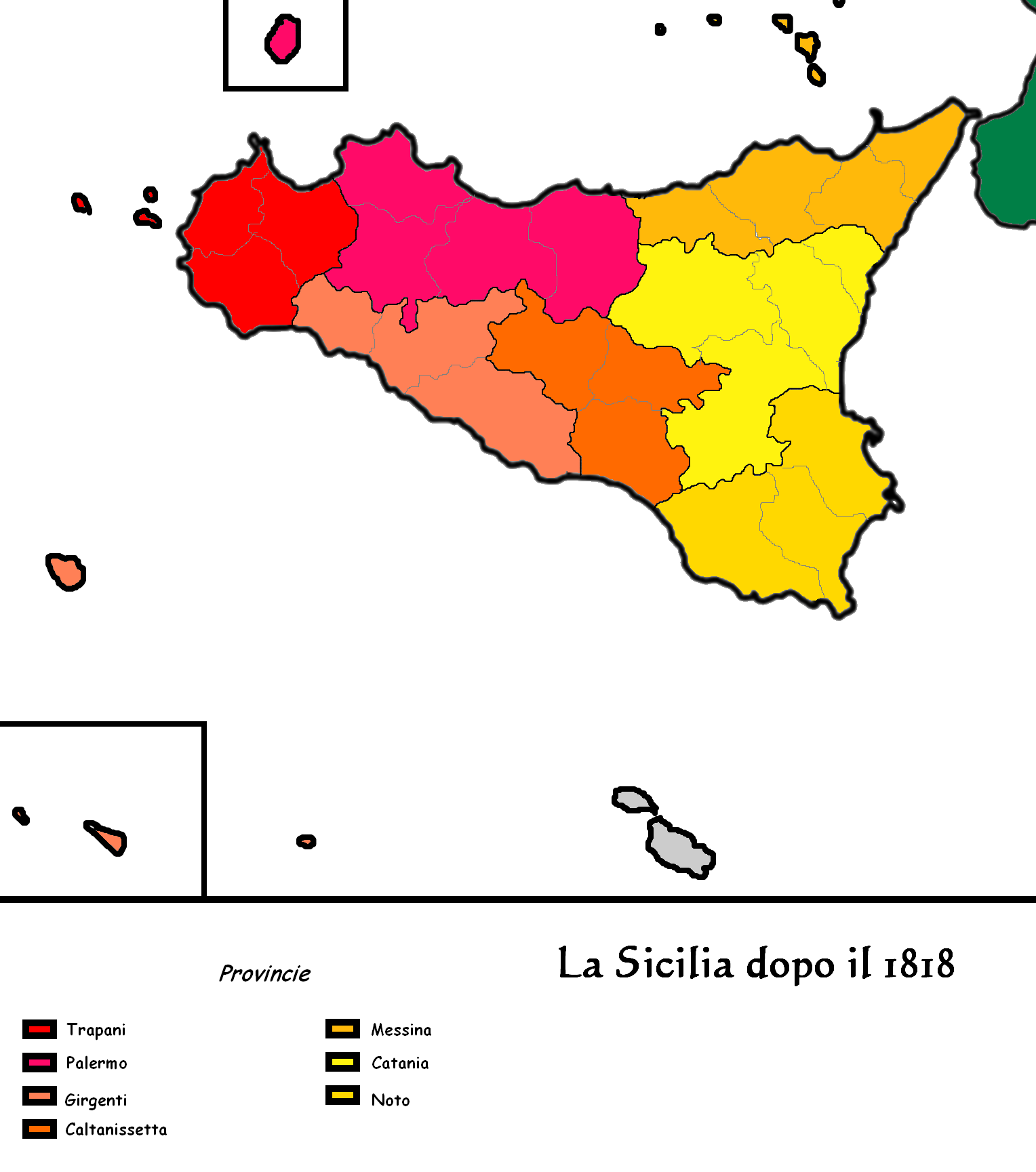
Suddivisione amministrativa del Regno di Sicilia dopo la modifica del 1818.

Il lungo periodo di Viceregno vede la sua conclusione con la conquista di Napoli e della Sicilia nel 1734 da parte di Carlo III il quale venne incoronato Re di Sicilia e inaugurò la dinastia Borbone nel Mezzogiorno d'Italia. Carlo eredita le unità amministrative precedenti, le quali però risultavano appannaggio dei baroni, del clero, delle comunità territoriali o degli stessi organi amministrativi e giudiziari. Il tentativo di riformare l'amministrazione del Regno ebbe inizio con il riconoscimento dei diritti regi dal trattato di Vienna e dall'investitura papale nel 1738, ufficialmente proposti per il buon governo e il miglioramento del Regio erario, in realtà gesto atto a restituire al sovrano attribuzioni e funzioni perdute. Tuttavia dette riforme non videro una effettiva attuazione prima della reggenza di Bernardo Tanucci, il quale approfittò dell'interregno per tentare di portare a termine le riforme che Carlo aveva iniziato, ma che non era riuscito a portare a buon fine. A seguito della rivolta di Palermo del 1773 cominciò a radicarsi la convinzione che il baronaggio minasse la stabilità degli "stati meridionali". L'infedeltà dei baroni fu contrastata estromettendo la nobiltà siciliana dal ruolo primario di governo del paese, relegandola in una posizione di secondo piano.

### Soppressione dei Valli
Nel 1806 Napoli cadeva in mano alle truppe napoleoniche e il re Ferdinando III si rifugiò a Palermo dove mantenne il controllo dell'Isola grazie all'Inghilterra la quale inviò sul posto nel 1811 come nuovo Comandante in capo delle forze britanniche, Ministro Plenipotenziario ed Inviato Straordinario William Bentinck il quale riuscì a ridimensionare i poteri del sovrano e a far concedere una nuova Costituzione Siciliana, ispirata al modello inglese, il 19 luglio 1812, la quale apportava una radicale riforma degli apparati statali.
La Costituzione siciliana del 1812 abolì l'antica suddivisione amministrativa della Sicilia nei tre valli e stabilì l'istituzione di 23 distretti, delimitati dallo studioso ed astronomo Giuseppe Piazzi il quale dispose che i limiti di ogni distretto corrispondessero ai limiti naturali come fiumi, monti e valli; che ogni distretto avesse un capitan d'armi con dodici uomini; che i luoghi più pericolosi e più esposti restassero nei confini dei distretti, situati in modo che facilmente un capitano potesse ricevere aiuto dal vicino; che i fiumi principali, impraticabili d'inverno, non separassero le parti del distretto; che le città più popolose e favorite dalle circostanze locali fossero capodistretti; che il cittadino non avesse da percorrere lunghi e desolati fondi feudali per giungere al capoluogo di distretto. Le nuove disposizioni vennero fortemente avversate e criticate.
Le 23 città siciliane elevate a capoluogo di distretto furono: Alcamo, Bivona, Caltagirone, Caltanissetta, Castroreale, Catania, Cefalù, Corleone, Girgenti, Mazara, Messina, Mistretta, Modica, Nicosia, Noto, Palermo, Patti, Piazza, Sciacca, Siracusa, Termini, Terranova e Trapani.

### Conseguenze dei Valli
Nel 1812, come detto, i valli di Sicilia vengono soppressi per lasciare il posto ai distretti e in seguito alle provincie o intendenze. Tuttavia la loro memoria storica è sopravvissuta al tempo. In alcuni casi la denominazione di alcune città che ebbero in passato la sede degli uffici del vallo mantiene tale ricordo: Roccella Valdemone fu l'ultima sede dello stratigoto bizantino e dovette probabilmente sostituire la perduta Dèmona, Mazara del Vallo fu l'antica sede del vallo omonimo, e l'attuale denominazione di Militello in Val di Catania sostituì nel 1862 la precedente Militello in Val di Noto. In altri casi grandi eventi disastrosi naturali hanno assunto il nome dell'entità amministrativa dove è stato maggiore il danno: il caso del terremoto del Val di Noto del 1693 è l'esempio più immediato. In quest'ultimo caso l'avvenuta ricostruzione del trentennio seguente vede il sorgere di uno stile unitario, ma ricco di varianti locali, che coinvolge le città maggiormente colpite dal detto sisma e che prende l'evocativo nome di Barocco del Val di Noto. Tale stile è stato riconosciuto patrimonio dell'umanità dall'UNESCO col titolo Late Baroque Towns of the Val di Noto (South-Eastern Sicily). Fenomeno caratterizzante la fine del XX e l'inizio del XXI secolo in Sicilia, poi, è la creazione di suddivisioni territoriali e non amministrative definite però Valle in luogo di Vallo, parificabili ai consorzi o ai distretti turistici, come la Valle Alcantara o la Valle del Torto e dei Feudi. Talora anche dei marchi di prodotti locali assumono il titolo dal vallo cui appartennero i territori di produzione: è il caso ad esempio dell'olio d'oliva DOP Val di Mazara.

## Entità amministrativa

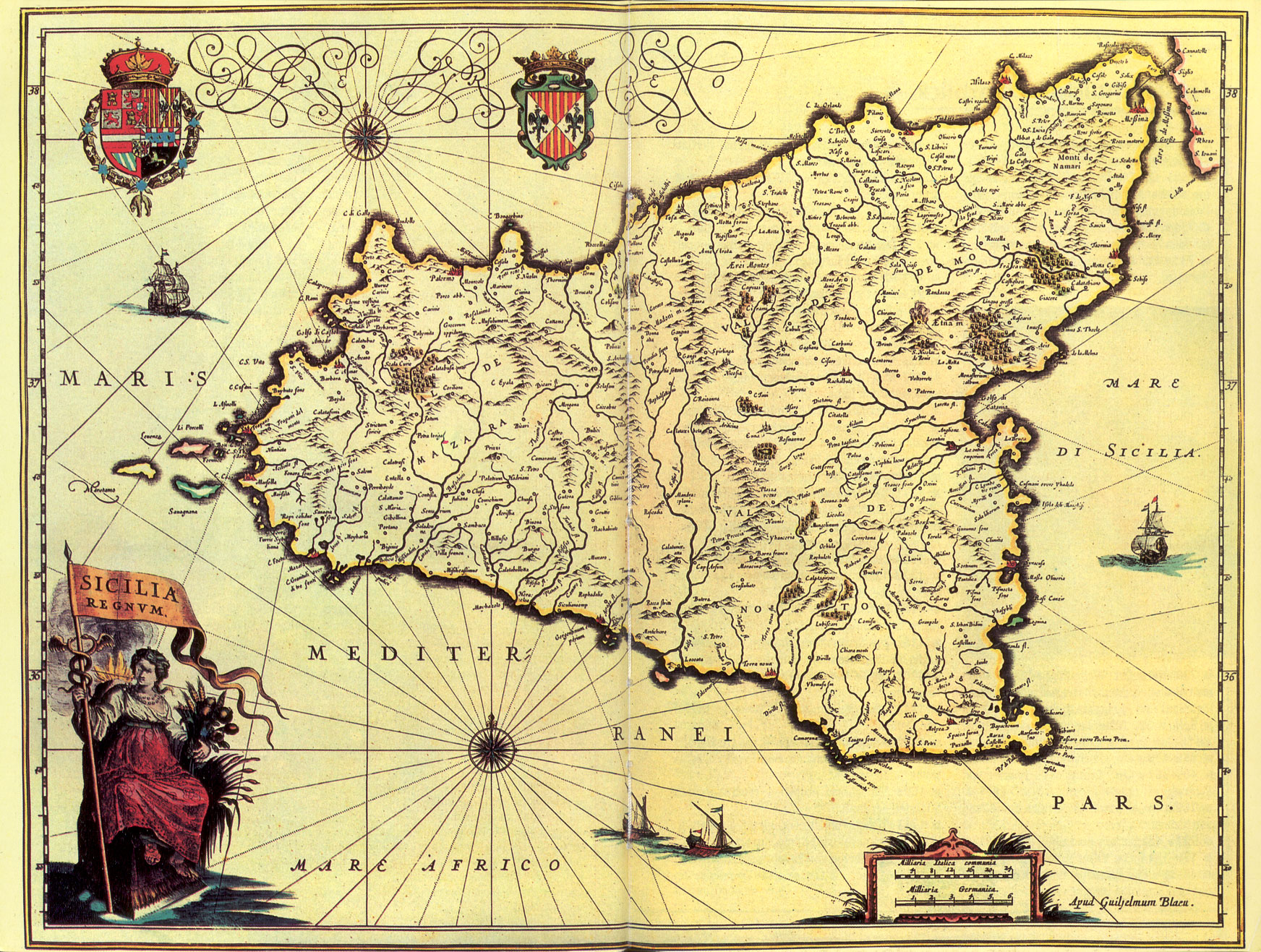
La suddivisione amministrativa nel XVI secolo.

L'organizzazione amministrativa dei valli siciliani è piuttosto articolata e varia nel tempo. Principalmente essi avevano funzioni giudiziarie (affidate ai giustizieri) e di riscossione dei tributi (affidate ai camerari). Tuttavia non mancano posizioni che vedono la suddivisione della Sicilia in valli come semplice delimitazione geografica. Secondo diversi autori le origini dei valli sono da cercarsi nella suddivisione in due Provinciae (lilibetana e syracusana) con l'istituzione del thema di Sikelia e in quanto tali ne consegue l'eredità di figure simili o aderenti ai profili esistenti durante la dominazione bizantina dell'Isola. Secondo Guglielmo Capozzo, conquistata la Sicilia, i Saraceni ripartirono l'isola in tre "grandi valli", le quali, a loro volta, erano suddivise in più distretti, governati da funzionari detti Alcaidi, mentre furono lasciate inalterate le funzioni degli strateghi, magistrati introdotti dai Bizantini. I Saraceni, inoltre, introdussero, dislocati in diverse aree dell'isola, dei funzionari subalterni, i Gaiti e i Gadì. Tuttavia l'aspetto normativo si dovette presentare ancora più frammentario durante la prima metà dell'XI secolo, con la presenza di tre potentati, diversi governatori nelle principali città dell'isola e numerose divisiones, analoghe agli alfoz andalusi. Venne prodotto un nuovo sistema legislativo, che regolava, tra gli altri, il diritto di proprietà e di successione. Tale corpo normativo, sebbene in parte modificato, fu mantenuto dai normanni, dopo che assunsero la sovranità dell'isola.

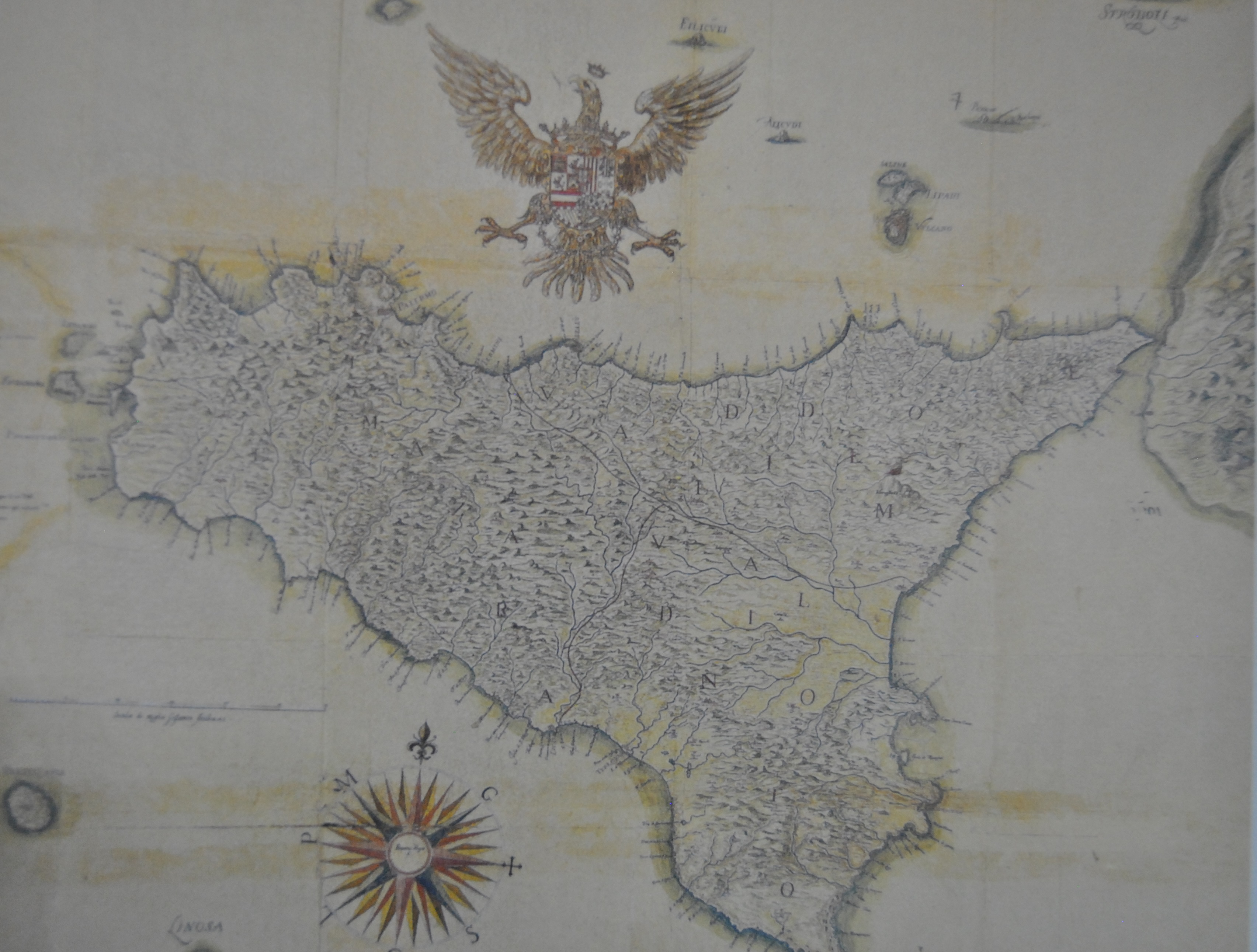
La suddivisione amministrativa nel 1637.

Le circoscrizioni islamiche di XI secolo vennero ridotte sotto Ruggiero II, il quale destinò un giustiziere all'amministrazione di ciascuna delle province dette valli.

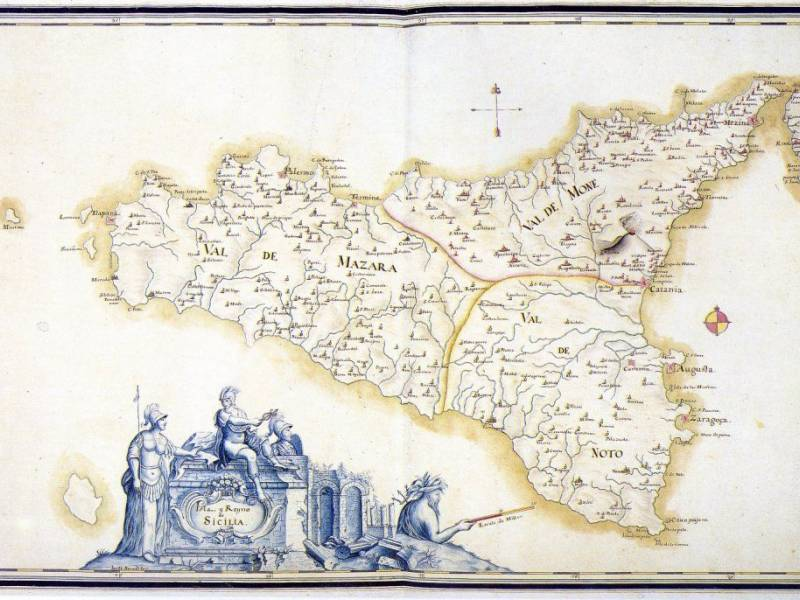
La suddivisione amministrativa nel 1705.

Si può desumere però, sulla base del numero di camerari, che per quanto riguardava l'amministrazione finanziaria in età normanna e sveva vi fosse una differente ripartizione territoriale con la presenza di circoscrizioni meno estese che, grossomodo, potevano ricalcare la suddivisione del periodo islamico.
Le Constitutiones di Melfi indette da Federico II rivoluzionarono per la prima volta l'intero sistema amministrativo. Il sovrano suddivise il regno in due macroaree: Sicilia e Calabria; Italia peninsulare. Alla guida di ciascuna delle due divisioni era posto un Gran Giustiziere o Maestro Giustiziere che sostituiva i numerosi giustizieri delle due macroaree. L'area siculo-calabrese fu ripartita in quattro giustizierati, due peninsulari e due isolani: in Sicilia istituì il giustizierato Sicilia citra flumen Salsum e il giustizierato Sicilia ultra flumen Salsum. In tali territori, l'amministrazione e la riscossione dei tributi fu affidata da Federico II a due segreti, che erano funzionari di nomina regia. Il primo risiedeva in Palermo e aveva competenza sulla sola Sicilia al di là del Salso, mentre il secondo risiedeva in Messina e aveva competenza sulla Sicilia al di qua del Salso, sul giustizierato di Calabria e sulla Val di Crati e Terra Giordana. I cinque valli (Demona, Castrogiovanni, Noto, Mazara, Milazzo) non vennero annullati e mantennero il titolo, ma cambiarono funzione divenendo sede dunque di sotto-circoscrizioni giudiziarie, e per necessità fisiche (l'eccessiva estensione delle due circoscrizioni e l'obbligo di amministrazione della giustizia nei luoghi di residenza degli imputati o nelle più immediate vicinanze) vi si aggiunse una sesta unità amministrativa, nel 1233, il Vallo di Girgenti. I giustizieri spesso erano membri della nobiltà feudale e questo portò Federico a stabilire una norma che tendesse ad evitare i conflitti di interesse, impedendo di fatto la nomina a giustiziere di una circoscrizione territoriale qualsiasi nobile che ivi avesse dei beni feudali. Anche le funzioni fiscali vengono ramificate e si assiste alla istituzione di camerari nominati dai secreti. Alla morte di Federico, sotto Manfredi, le amministrazioni di giustizia assumono anche funzioni militari. Le ramificazioni avvenute sotto il regno federiciano verranno svalutate da Carlo I d'Angiò, il quale provvide nuovamente ad accentrare le funzioni nelle due circoscrizioni principali del citra- e ultra Salsum.

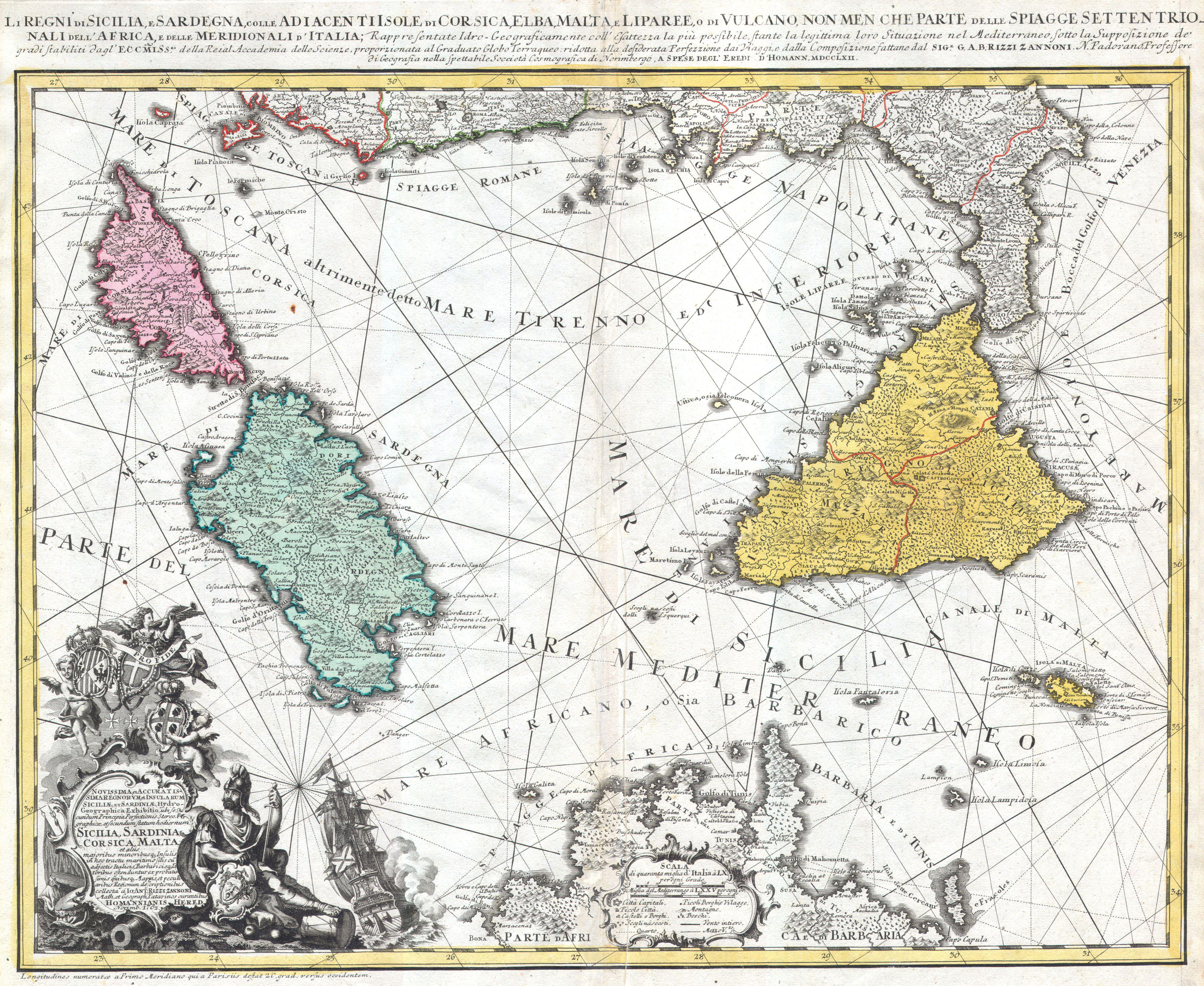
La suddivisione amministrativa nel 1762.

Sotto il regno aragonese i giustizierati aumentano notevolmente, deprecando di fatto la centralità delle circoscrizioni svevo-angioine e frammentando notevolmente il sistema di amministrazione giudiziario e fiscale del Regno, superando il numero degli stessi valli. Il primo tentativo atto ad ovviare a tale frammentazione si deve a Pietro I il quale, dopo il suo insediamento nel 1282, ripristina le due macroaree per le funzioni fiscali, affidate ai secreti, ai maestri procuratori e ai maestri portolani. Per le attività giuridiche invece viene recuperata la funzione normanna dei valli a cui si affiancheranno i giustizierati da lui fondati. La Sicilia sarà quindi organizzata in sette giustizierati (Val di Mazara; Vallo di Agrigento; la Contea di Geraci che comprendeva anche le partes di Cefalù e Termini; Vallo di Castrogiovanni, Demina e Milazzo; Val di Noto; l'arcipelago di Malta; Palermo) sottostanti un maestro giustiziere dell'Isola di nomina regia e, per esigenze belliche, assunsero presto anche funzioni fiscali e militari. Il giustiziere provinciale aveva podestà sui «delitti cui poteva corrispondere la pena di esilio, di mutilazione di membri o di morte», mentre le cause di minore importanza erano competenza della curia baiulare. La Magna Regia Curia «aveva competenze di appello su tutte le cause civili e criminali, e competenza esclusiva in primo grado per i delitti di lesa maestà e per le cause feudali; ancora era foro privilegiato per i nobili e per i debiles» e la suprema magistratura di appello era costituita dal tribunale della Sacra Regia Coscienza. Al giustiziere si affiancavano talvolta un vicegiustiziere, un giudice assessore che possedeva specifiche competenze giuridiche, e un notaio che redigeva e conservava gli atti. Le tre figure di nomina regia erano nominati per anno indizionale sebbene non manchino testimonianza di riconferme: nel caso dei notai, divenne la norma assegnare l'ufficio a vita.

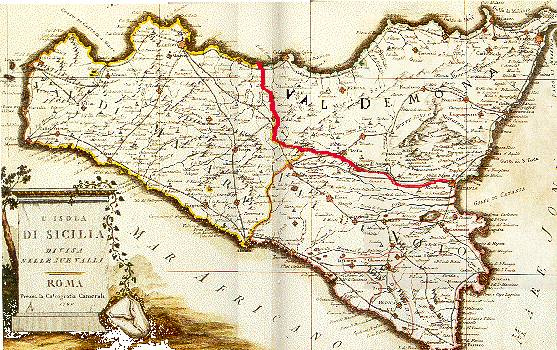
La suddivisione amministrativa nel 1798.

Una articolata serie di compiti e limiti nell'attività dei giustizieri si ha nei capitoli indetti da Giacomo I nel 1286 in occasione della sua incoronazione, tra essi anche l'incarico di esazione della colletta regia imposta ai centri abitati di pertinenza della propria provincia; così come nel 1296 in occasione della sua incoronazione Federico III pure indette nuovi capitoli atti a stabilire compiti e limiti dei giustizieri, sancendo nel contempo le connotazioni sociali ed etiche di coloro che avrebbero ricoperto la carica di giustiziere; ne aumentò inoltre lo stipendio e istituì un organo di vigilanza sul loro operato costituito da tre uomini nominati dalla gran corte per ogni università municipale, sostituito negli anni 1350 da un funzionario regio incaricato «di esaminare i conti di tutte le città e terre demaniali dell'isola, meno di Palermo e Messina, ed inquisire l'operato dei giustizieri, capitani, giudici, assessori, baiuli, notai, avvocati, procuratori, erari ed altri ufficiali, stabiliti sì dalla curia come dalle università». Federico III designò per il controllo dei pesi e delle misure e per la custodia notturna degli abitati gli ufficiali municipali. Alcuni dati, come l'alto tasso di analfabetismo dei giustizieri e la scarsa presenza di persone incaricate a ricoprire il ruolo di giustiziere che avessero una buona preparazione giuridica spinge a pensare che la carica fosse più di natura politica che giudiziaria. Non esisteva un iter che conducesse alla carica di giustiziere o di strategoto, infatti i funzionari che svolsero tali ruoli furono in precedenza alti funzionari dello Stato, come vi furono giustizieri che solo dopo la carica ottennero cariche più prestigiose, così come non esisteva necessariamente continuità di svolgimento nel medesimo giustizierato: il collocamento era a esclusiva discrezione del sovrano. Ai sette giustizieri principali se ne aggiungeranno molti altri durante tutto il XIV secolo, prima col titolo di capitano di guerra e in seguito capitani con cognizione delle cause criminali, che concorreranno ai giustizieri di vallo sorti con Pietro I. Si arriverà al punto che nel 1376 quasi tutte le città demaniali avranno un giustiziere o un capitano con cognizione delle cause criminali, così che i valli amministreranno la giustizia penale praticamente sui soli feudi dove non vi fossero concessioni precedenti. L'ultima riforma amministrativa del Regno si ha sotto Martino I, il quale ripristinerà - seppur per un breve lasso di tempo - i quattro valli di Mazara, di Noto, di Demona e di Girgenti e Castrogiovanni, ai quali erano preposti altrettanti maestri giustizieri, a loro volta suddivisi in territori, retti da camerari e da altri funzionari.

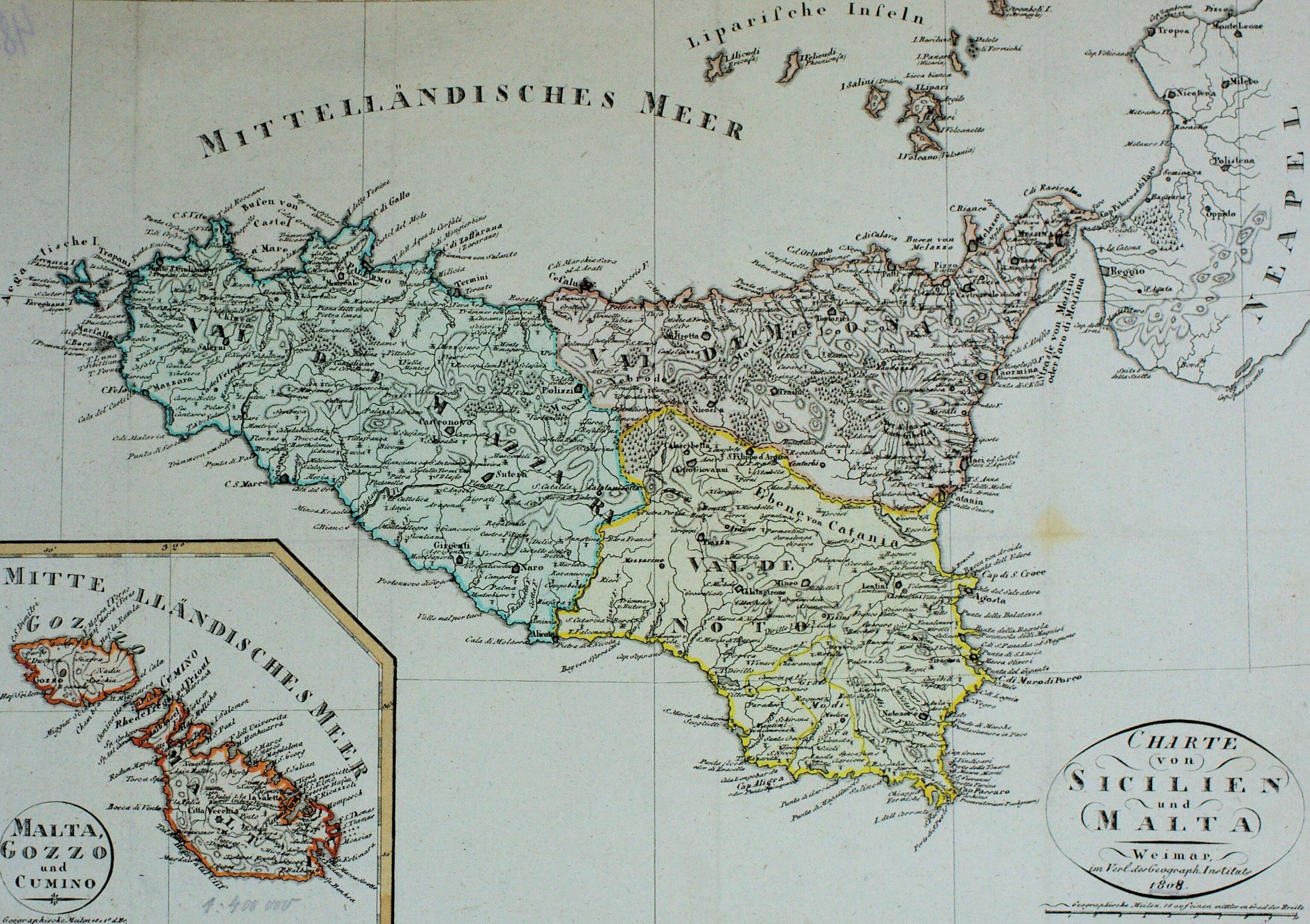
La suddivisione amministrativa nel 1808.

Non è chiara la struttura amministrativa dei primi anni del vicereame di Sicilia, ma è probabile che le funzioni amministrative dovettero fare capo ancora ai valli i quali però erano frammentati in numerose circoscrizioni più piccole. A riprova di ciò nel 1583 vennero istituite le comarche, unità territoriali molto ridotte che comprendevano diverse città feudali sotto l'amministrazione di una sola città demaniale. Essendo le città demaniali quarantadue, tale quantità fu quella delle comarche. L'organizzazione delle comarche, secondo alcuni autori, le poneva ad un livello inferiore ai valli, cui esse sottostavano; per altri autori invece erano le comarche a sostituire i giustizierati aragonesi, essendosi i valli ridotti a mere espressioni geografiche, prova sarebbe la mancata aderenza dei confini delle prime coi secondi. Quale che fosse la relazione tra comarche e valli appare invece chiara la relazione tra le città che esse racchiudevano, facendo a quelle demaniali nominalmente capo tutte le città feudali ricadenti nella loro giurisdizione ed essendo quindi le seconde subordinate alle prime. Il ruolo delle comarche era essenzialmente legato alla riscossione dei tributi, assegnata ad un secreto di nomina regia che risiedeva nella capo-comarca; a tale funzione si accostava il censimento della popolazione della comarca, sulla base del quale avveniva la distribuzione del carico fiscale sugli abitanti della circoscrizione stessa.
La suddivisione del Regno in comarche e valli persisterà fino al 1812, quando essi verranno sostituiti dalle provincie e dai distretti, previsti dalla Costituzione emanata quell'anno.

## Dislocazione
I principali valli della suddivisione amministrativa siciliana dall'XI al XVIII secolo hanno subito notevoli cambiamenti fisici nella loro estensione e nel loro perimetro. Con l'eccezione di parte della Calabria e dell'arcipelago maltese, i Valli non superarono l'arcipelago siciliano, distribuendosi sul territorio della Sicilia e sulle sue isole minori.

### Vallo di Demona

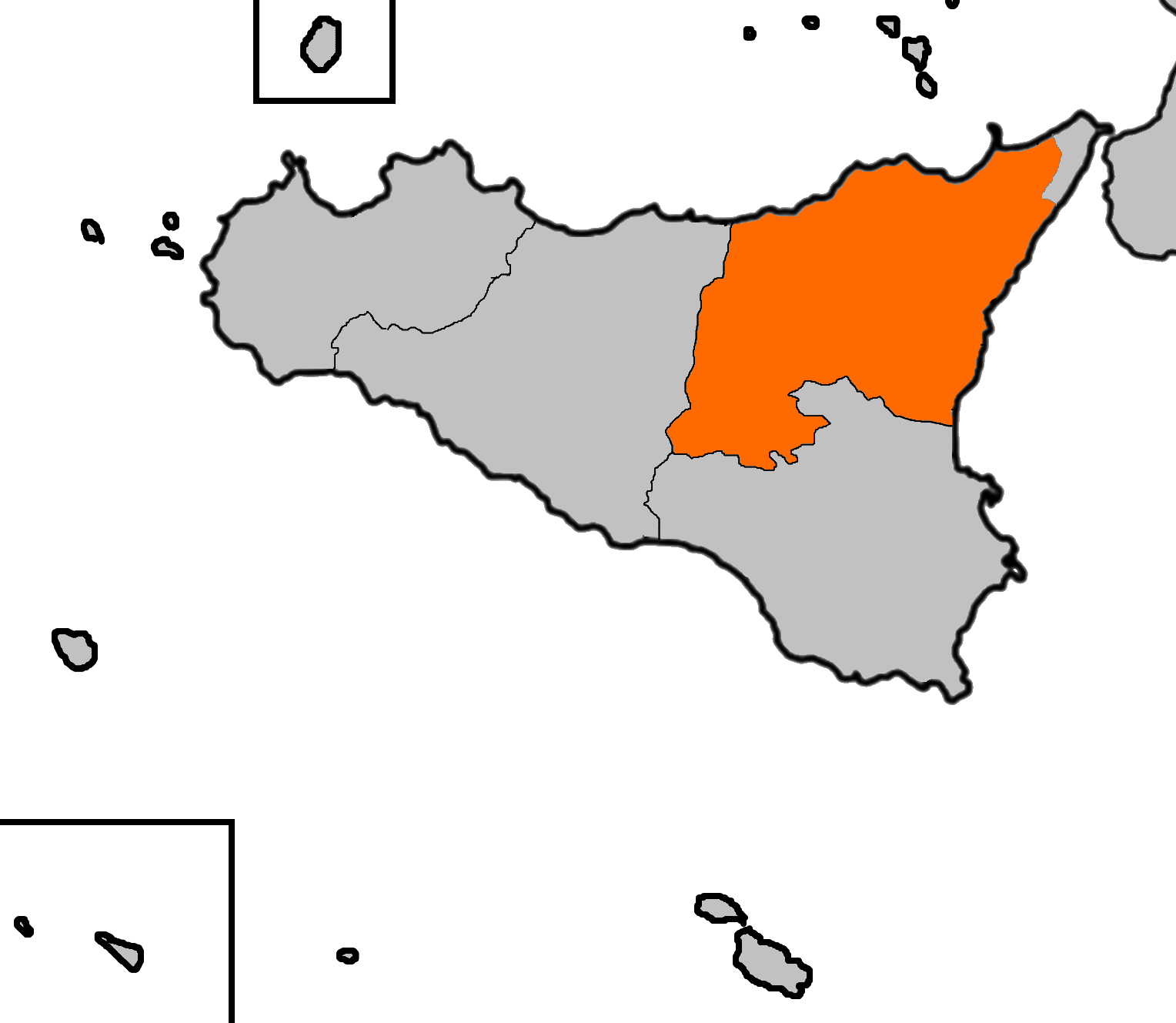
Massima estensione del Vallo (dal 1282 al 1302) sotto la denominazione di Val Demona, di Castrogiovanni e di Milazzo.

Il primo vallo di cui si ha menzione è il Val Demone, definito quale l'area in cui si rifugiarono i Cristiani duarante l'occupazione islamica della Sicilia. L'estensione dell'iklim di Dimasc - come viene definito nel 1154 da Idrisi nel Libro di Ruggero - doveva comprendere inizialmente i territori bizantini della cuspide nord-orientale dell'isola, corrispondente all'area montuosa dell'attuale Provincia di Messina e ai territori più isolati lungo le fiancate dell'Etna. Nel 1154 Caronia e Catania dovettero costituire i vertici dell'immaginario triangolo costituito dal Vallo; nel corso del XIV secolo si dovette invece estendere a occidente, fino al limite naturale dell'Imera settentrionale. Sulla posizione di Catania all'interno di detto Vallo molteplici sono le posizioni. Di fatto la città appare nelle planimetrie cinquecentesche della Sicilia pertinente al Val Demone e solo di rado - in una edizione del XIX secolo - pertinente al Val di Noto. La città sarebbe stata, secondo l'Amico, collocata tra gli antichi Val di Noto e Val Demone e attribuita talora al primo vallo e talora al secondo. Nel 1217 viene istituito il giustizierato di Milazzo il quale sottrae la regione settentrionale e probabilmente anche le Isole Eolie all'intendenza del Vallo. Sotto la riforma federiciana viene ridimensionata la sua funzione amministrativa, ma mantiene il titolo di Vallo. Dopo il 1282 viene accorpato con i valli di Castrogiovanni e di Milazzo. Quest'ultimo verrà sottratto al sistema dei tre valli nel 1302, quando farà parte del giustizierato di Messina. Il Vallo di Demona riacquisterà la sua singolarità nel 1403 con la riforma di Martino I e dalla riforma amministrativa del XVI secolo adottata da Marcantonio Colonna verrà suddiviso in più comarche. La sua forma rimarrà quasi invariata (l'eccezione sarà costituita quasi dalla sola Catania) fino alla riforma prevista dalla Costituzione siciliana del 1812.
Il territorio è caratterizzato da rilievi montuosi, principalmente i Nebrodi, e una ricca presenza di sorgive. La maggiore altura è costituita dall'Etna, quasi sempre per intero all'interno del Vallo. L'ambiente permette una massiccia presenza boschiva. I principali laghi si trovano nella zona settentrionale. Dal punto di vista geologico questa è la regione più complessa dell'Isola, trovandosi a nord la grande massa di conglomerati e strati sedimentari dei Nebrodi, mentre le principali manifestazioni vulcaniche dell'Isola sono concentrate quasi esclusivamente nell'areale di detto Vallo. L'antropizzazione è diffusa in una miriade di piccoli centri arroccati e le principali città risultano essere distribuite esclusivamente lungo i confini del Vallo.
Originariamente il Vallo dovrebbe aver avuto sede nella scomparsa città di Demona o Demenna, la cui esistenza è in realtà solo ipotetica e dovuta all'analisi dei documenti compresi tra il X e il XII secolo, ma nel 1154 la città-fortezza dovette già essere abbandonata o perlomeno rinominata se l'Idrisi non ne fa menzione. Sulla localizzazione di Demona sono state addotte diverse teorie, tra cui San Marco d'Alunzio o Monforte San Giorgio. Si può ipotizzare che la città preposta ad intendere il Vallo fosse in seguito divenuta Messina per la sua importanza acquisita sin dai privilegi di epoca normanna, tuttavia la presenza di una carica analoga al giustiziere - lo stratigoto - nella città dello Stretto potrebbe indurre a credere che così non fosse. Tuttavia tale figura non necessariamente doveva entrare in conflitto con le funzioni del Vallo.

### Vallo di Noto

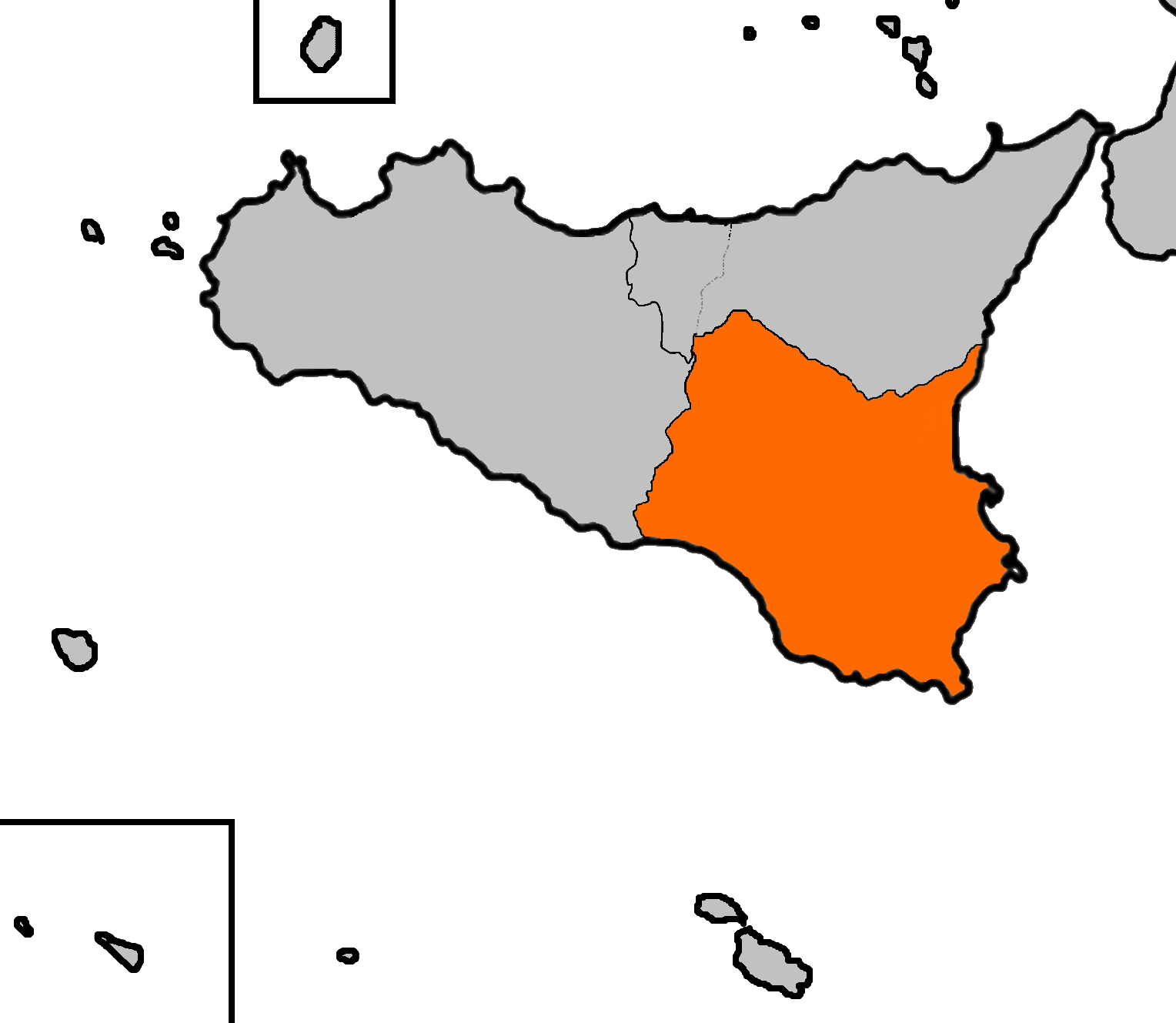
Massima estensione del Vallo (intorno al 1808).

Il Vallo di Noto dovette sostituire, secondo l'Amari, la precedente Provincia Siracusana, alla quale veniva sottratto il territorio destinato a costituire il nucleo del Val Demone. Il primo riferimento al Vallo si ha piuttosto tardi rispetto al precedente Val Demone, quasi cento anni dopo, nel 1172. L'areale comprendeva l'area sud-orientale siciliana, avente talora il fiume Salso e i fiumi Dittaino e Simeto come confini rispettivamente occidentale e settentrionale, talora il fiume Amenano a nord o il Longane. In questa ultima estensione comprendeva anche la città di Catania, solitamente invece pertinente al Val Demone. La città infatti si trovava spesso a breve distanza dalla linea di confine dei due Valli e capitava che fosse inserita nell'uno o l'altro vallo a seconda del tracciato amministrativo relativo alla riforma del momento. Come gli altri valli si trovò ridimensionato dalla riforma di Federico pur mantenendo il titolo. Sotto Pietro I viene ripristinata la funzione amministrativa del Vallo, ricalcante orientativamente il confine della vecchia diocesi. Nel ciclo di concessioni di Federico IV avvenuto durante gli anni 1370 dal Val di Noto vennero sottratti i capitanati della contea di Modica e la terra di Ragusa, Caltagirone, Lentini, Siracusa e forse la stessa Noto. Durante la riforma del XVI secolo il Val di Noto ridiventa una struttura unitaria e i suoi confini ricalcano orientativamente gli stessi dell'iklim del periodo islamico, sebbene ridimensionati a settentrione con l'espansione del Val Demone il quale acquisiva parte del Val di Castrogiovanni, diviso tra i due valli Demone e di Noto. Il Vallo verrà poi diviso nei distretti di Piazza, Terranova, Caltagirone, Modica, Noto e Siracusa con la riforma della Costituzione siciliana del 1812.
L'area occupata dal Vallo è caratterizzata dai principali rilievi costituiti dagli Iblei e parte degli Erei. La presenza di molte fiumare e canyon rende l'area piuttosto complessa geograficamente. Geologicamente l'area è formata dal grande tavolato ibleo il quale è costituito da strati sedimentari e affioramenti di lave preistoriche relative ai fenomeni del vulcanismo ibleo. Lungo la linea settentrionale del Vallo è stata identificata la linea di contatto tra le placche euroasiatica e nordafricana. Questa instabilità geologica rende l'area altamente sismica, come dimostrano i terremoti del 1542 e del 1693. La vegetazione, dove non relativa a coltivazioni, appartiene alla tipica macchia mediterranea. Le principali conurbazioni sono distribuite all'interno del territorio, sebbene non manchino grossi centri costieri.
La denominazione si deve alla città di Noto, dove, secondo Amari, dovette trovarsi in età islamica la sede del governatore del Vallo. Egli ipotizza che sostituendosi il Vallo alla Provincia Siracusana dovette rinunciare a Siracusa quale sede amministrativa in quanto ridotta in macerie, mentre Noto si doveva presentare quale un grosso centro in grado di gestire quell'ampio territorio. Si può supporre che il Vallo avesse in seguito in Siracusa la sua sede amministrativa, sebbene poi verso la fine del XIV secolo la stessa città avrà una sua autonomia amministrativa.

#### Riconoscimenti
A seguito del sisma del 1693 i maggiori centri urbani del Vallo vennero ridotti in macerie. La successiva ricostruzione dei primi decenni del XVIII secolo vede le città sconvolte dal sisma adottare soluzioni architettoniche e artistiche che caratterizzano l'intero Vallo. Questa vera e propria fioritura del gusto barocco è stata riconosciuta nel 2002 quale patrimonio dell'umanità da parte dell'organizzazione sovranazionale UNESCO sulla base delle quattro motivazioni seguenti:
1. Le città assegnate al titolo di Late Baroque Towns of the Val di Noto (South-Eastern Sicily) costituiscono un'eccezionale testimonianza dell'arte e dell'architettura del tardo Barocco[55];
2. esse rappresentano il culmine e l'ultima fioritura del Barocco europeo[55];
3. la qualità di questo patrimonio è risaltata anche dall'omogeneità, causata dalla contemporanea ricostruzione delle città[55];
4. le otto città sono in permanente rischio a causa dei terremoti e delle eruzioni dell'Etna[55].

In realtà nell'elenco dell'UNESCO appaiono anche altre città che in occasione del terremoto del 1693 e negli anni successivi della ricostruzione non erano comprese nel Vallo di Noto. Di fatto vengono inserite nell'elenco le città ricostruite dopo il sisma detto del Val di Noto poiché l'epicentro venne identificato propriamente nel territorio del Vallo, ma che amministrativamente e fisicamente non vi appartenevano: è il caso di Catania, ma anche della nomina di Acireale, entrambe sconvolte dal sisma, ma situate in quel tempo entro i confini del Val Demone.

### Vallo di Castrogiovanni

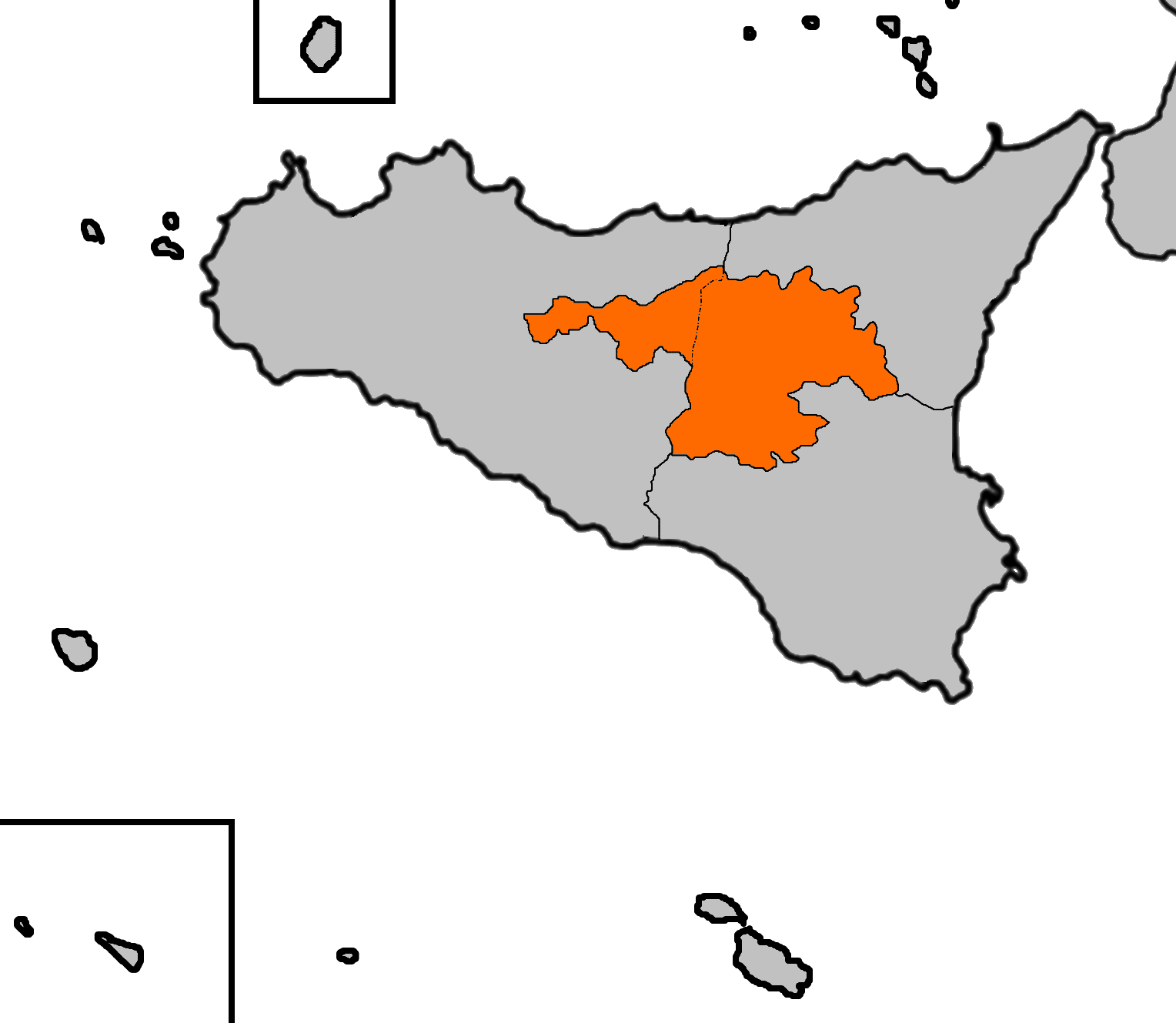
Massima estensione del Vallo (dal 1183 al 1231).

Alcuni autori trattano del Vallo di Castrogiovanni, con sede quindi a Castrogiovanni (l'odierna Enna) la quale già nel 1109 presentava una forma embrionale di intendenza simile al Vallo. Nel 1183 abbiamo la prima menzione di un Vallo di detta città. La sua effettiva estensione è a noi pressoché ignota, sebbene certamente coinvolgeva la città di Castrogiovanni e la sua diakratèsis urbana. Si può ipotizzare che esso ricalcasse a grandi linee il precedente potentato di Ibn al Hawwas, il quale si estendeva da Casrogiovanni fino a Castronovo, abbattendo di fatto l'antica linea del Salso.
Caratterizzato dalla presenza di alcune grandi distese lacustri (il principale il Lago di Pergusa), il Vallo non dovette superare l'area centrale della Sicilia, trovandosi praticamente tra le odierne province di Caltanissetta e di Enna. Probabilmente alla sua intendenza verranno sottratti i territori al di là del Salso con la riforma di Federico nel 1231. Il Vallo cessa di esistere con forma autonoma dopo l'accorpamento con il Val Demone nel 1282. In seguito verrà accorpato al Vallo di Girgenti con la riforma di Martino I, per poi venire del tutto dissolto dalla riforma del XVI secolo. Sopravviveranno le autonomie di Piazza, la quale ottenne il privilegio del foro e di remissione delle cause civili, nonché il titolo di Città e la sede inquisitoria con privilegio di Carlo V a Madelburgo il 2 settembre 1517 e quella di Castrogiovanni che sin dal 1375 aveva ottenuta dal re Federico IV, la quale però fu ridotta a semplice comarca dell'intendenza di Calascibetta.

### Val di Mazara

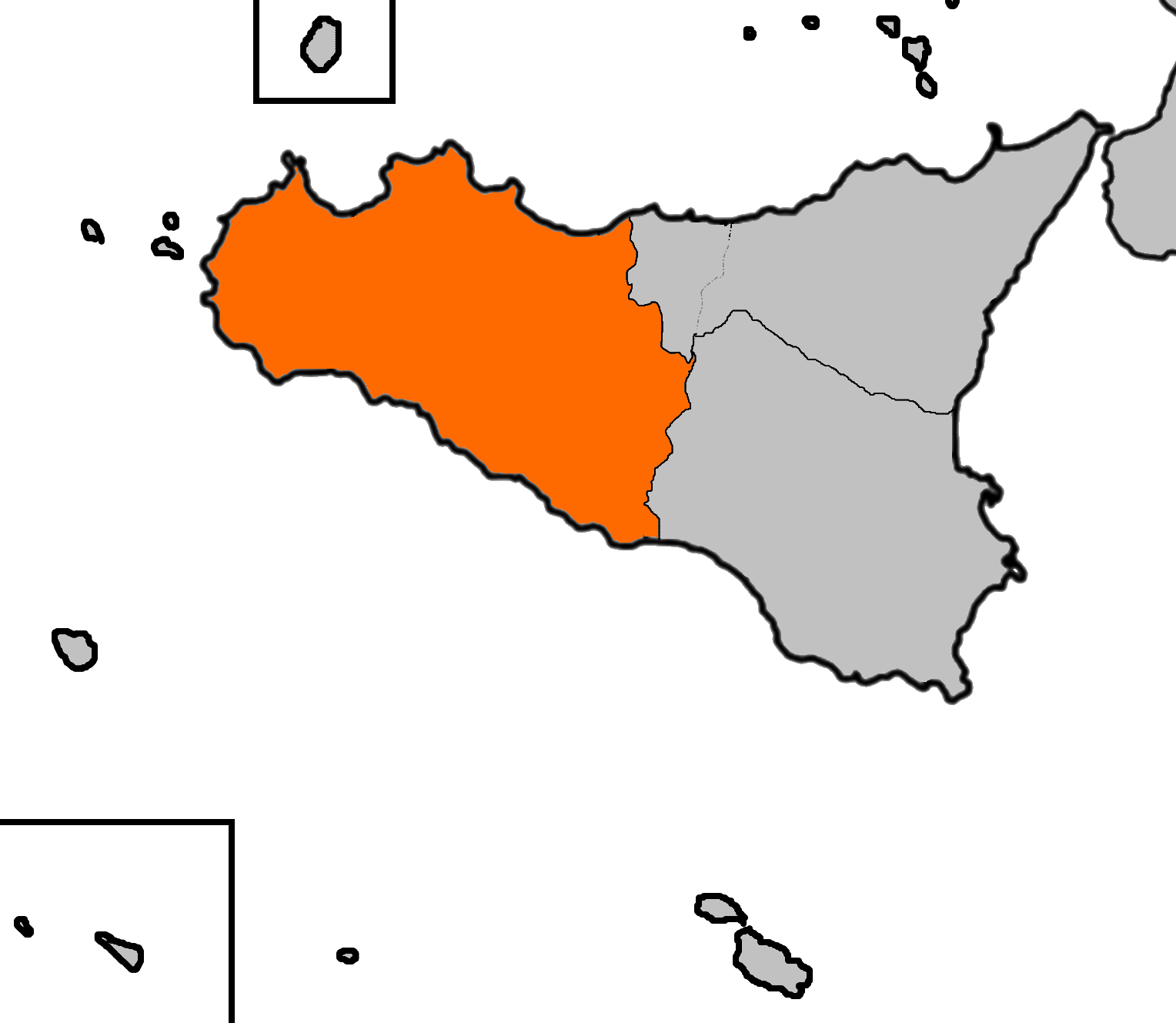
Massima estensione del Vallo (intorno al 1720).

Il primo documento datato che tratta il Vallo di Mazara risale al 1203. Probabilmente il Vallo dovette esistere già da tempo e ricalcava grossomodo i confini della vecchia provincia Lilibetana, tuttavia è il più tardivo dei valli di epoca normanna noto. Il Vallo mantenne la sua unicità fino al suo scioglimento nel 1812, sebbene fortemente ridimensionato nei suoi confini. Inizialmente dovette contenere i territori al di là del Salso, quindi in età sveva, al momento della istituzione delle due Provincie federiciane, comprendeva i territori da Palermo a Carini, Castellammare del Golfo, Trapani, Marsala, Mazara, Sciacca, Sambuca, Giuliana, Cristia, Bivona, Vicari, Caccamo sino a Termini. Le maggiori città del Vallo appaiono anche nel potentato originario di Abd Allah ibn Makut, non è dunque difficile ipotizzare dunque esso abbia origini già comunque nel periodo della prima suddivisione del Regno. Dall'estensione territoriale la città di Palermo se ne staccò ben presto per i privilegi concessi dall'ospitare dapprima la coorte del Regno e in seguito anche un governatorato autonomo; Palermo aveva intendenza anche sul suo circondario, il cui maggior territorio era quello di Monreale. Con la riforma amministrativa di Pietro I il Vallo di Mazara vide perdere anche il territorio agrigentino il quale divenne l'autonomo Vallo di Girgenti e la Contea di Geraci a cui vennero assegnate le partes di Cefalù e Termini. Il territorio corrispose con quello della diocesi, almeno fino al periodo compreso fra il 1312 e il 1329, quando si ha notizia di un giustiziere a Trapani, forse però un capitano con funzioni giudiziarie la cui competenza si limitava ai territori della stessa città e come tale non sottraeva di fatto Trapani all'intendenza del Vallo. Nel 1373, a causa della carestia, le rivolte portarono all'estromissione del conte Francesco Ventimiglia giustiziere preposto al Vallo, e re Federico IV si trovò costretto a nominare nuovi capitani con cognizione delle cause criminali in quasi tutti i centri demaniali: a Trapani, a Monte San Giuliano, a Marsala, a Corleone, a Salemi. La riforma del XVI secolo vede il ripristino del vecchio confine del Salso, sebbene ridimensionato in parte.
Il territorio dove si insediava il Vallo è caratterizzato da rocce sedimentarie e calcareniti, ed è tra le aree più ricche di minerali della Sicilia. Presentandosi come una punta proiettata sul mare il Vallo aveva numerosi porti naturali, tra cui lo stagnone di Marsala, la maggiore laguna dell'Isola. Il maggiore fiume è il Belice il quale fece da confine naturale col Vallo di Agrigento; l'area in cui esso scorre è tra le più instabili geologicamente ed è stata sconvolta da violenti sismi, tra cui quello del 1578 con epicentro a Sciacca (magnetudo 5.17±0.30) e quello del 1740 (magnetudo 5.37±0.30). Vegetazione a macchia mediterranea con una massiccia presenza di piante esotiche in prevalenza originarie del Nordafrica, importate durante la dominazione islamica della Sicilia. Le maggiori città si trovano lungo la costa, sebbene non manchino grossi centri anche in zone un po' più interne.
L'origine del nome si deve alla città di Mazara, preferita a Lilibeo, già divenuta Marsala (da Marsâ-Alî), in quanto probabilmente sede del diwân dei benefici militari in età islamica. Si potrebbe supporre che in seguito divenisse Palermo stessa la sede degli uffici del Vallo.

### Vallo di Milazzo

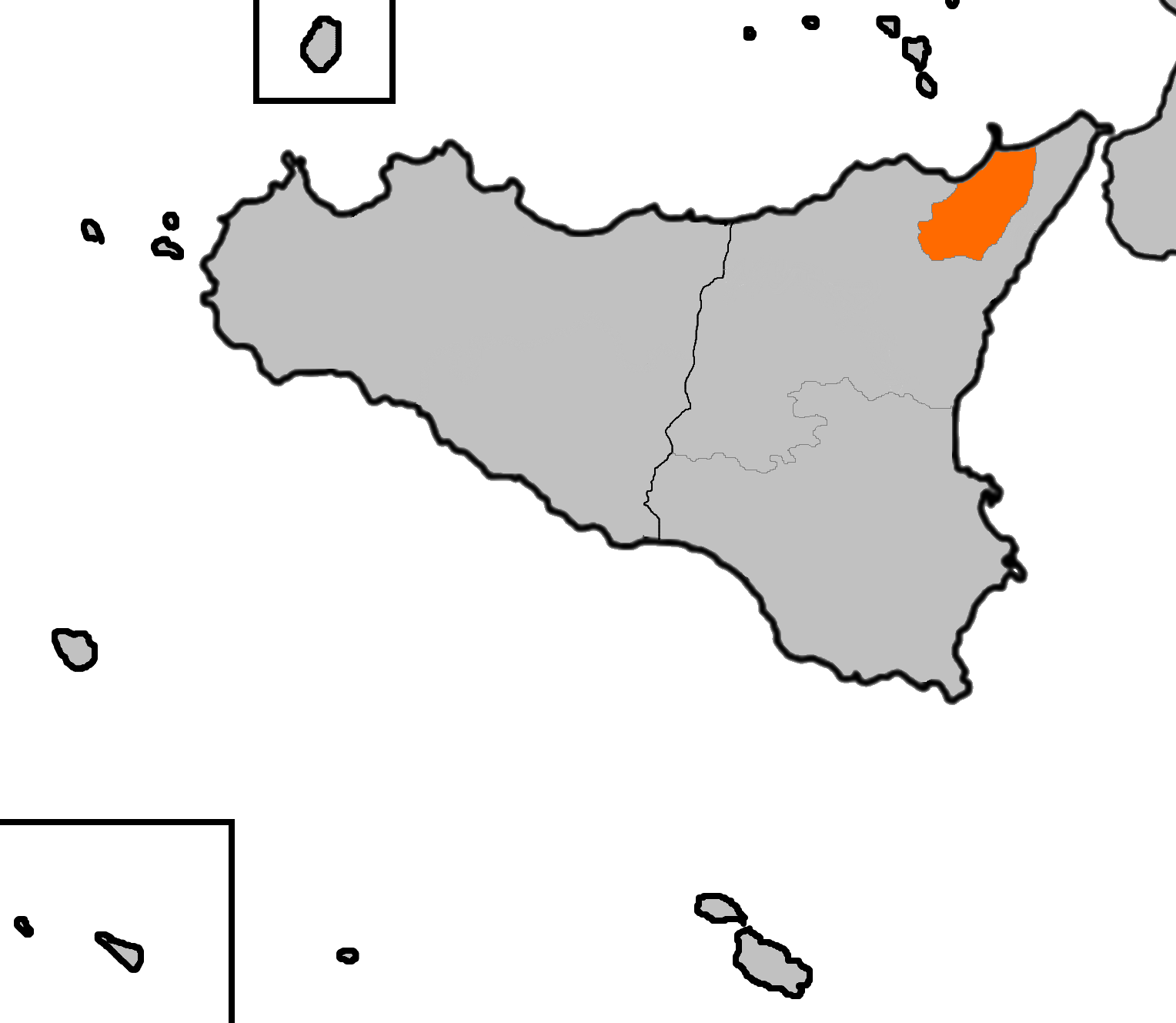
Massima estensione del Vallo (intorno al 1217).

Il Vallo di Milazzo, ipotizzato già per il periodo islamico dal Gregorio quali entità esclusivamente geografiche. Per alcuni Autori sarebbe da considerarsi un giustizierato senza le funzioni dei valli e pertanto una forma di circoscrizione militare relativa al Val Demone entro i quali confini esso si veniva a trovare. In età normanna gran parte delle terre comprese nel Vallo di Milazzo fu concessa in feudo da Ruggero I a Goffredo Burrello, commilitone del normanno. Tale disposizione del sovrano comportò, di fatto, la soppressione della circoscrizione islamica ipotizzata (militare o meno). Sebbene in alcuni diplomi del conte normanno compaiano riferimenti a piano, vallo, tenimento o territorio di Milazzo, tali definizioni non consentono di congetturare che facessero riferimento ad una entità politico-amministrativa governata da un magistrato con sede in detta città. Soppressa la circoscrizione militare il toponimo Vallo di Milazzo sopravvisse, comunque, nel tempo, assumendo valenza esclusivamente geografica e fu atto ad indicare i territori (una volta ricompresi nel vallo) in prossimità della città. Alla morte di Goffredo Burrello, che aveva in feudo il territorio di Milazzo, la città e i suoi dintorni divennero demaniali. Durante il regno di Ruggero II, il territorio del Vallo di Milazzo passò sotto la giurisdizione dello stratigoto di Messina. Nel 1217 Milazzo è a capo di un giustizierato il quale ha la stessa funzione amministrativa in campo di giustizia del Vallo e nel 1231 esso diventa una circoscrizione della provincia della Sicilia citra flumen Salsum. A seguito della Guerra del Vespro, dopo il 1282, Pietro I divise il suo regno in sette giustizierati, accorpando in tal modo i territori controllati da Milazzo con il Vallo di Castrogiovanni e con il Val Demone. In un diploma del 1302 appare nuovamente la menzione del Vallo di Milazzo, forse facente parte di una delle concessioni fatte da Giacomo II alla città. Tuttavia il Vallo viene soppresso e inglobato nuovamente al territorio di pertinenza dello stratigoto di Messina come concessione a quest'ultima nel medesimo anno da parte di Federico III. Il Paiggia ipotizzò che la Sicilia sotto Federico III fosse ripartita in quattro valli - Vallo di Mazara, Vallo di Agrigento, Val di Noto e Val Demone (o di Castrogiovanni) - a loro volta ripartiti in unità più piccole che lo storico definisce "distretti". I valli erano affidati a giustizieri provinciali, mentre i distretti erano affidati a giustizieri locali. Il Vallo di Milazzo pertanto, fuso nell'intendenza di Messina, viene ridotto a distretto a partire dal 1302.
Comprendente il circondario di Milazzo, il Vallo dovette essere una delle entità amministrative meno estese che assunsero in Sicilia tale denominazione. Il territorio, costituito dalla penisola di Capo Milazzo e da parte del territorio interno fino ai Nebrodi. Geologicamente l'area è formata da sabbie e conglomerati, con monti costituiti da calcareniti. Zona molto boscosa ha in Milazzo la principale conurbazione, mentre altre piccole entità urbane, costituiti da piccoli villaggi dall'impianto ancora medioevale, si trovano nell'entroterra. Per tutta la durata del giustizierato e del Vallo fu Milazzo il solo capoluogo, fino comunque al suo pieno assorbimento nell'intendenza di Messina. Dopo la Costituzione siciliana del 1812 Milazzo è ancora nel territorio messinese, mentre parte degli antichi terreni ad esso concesso ricadono nel distretto di Castroreale, già parte dell'ex Vallo.

### Vallo di Girgenti

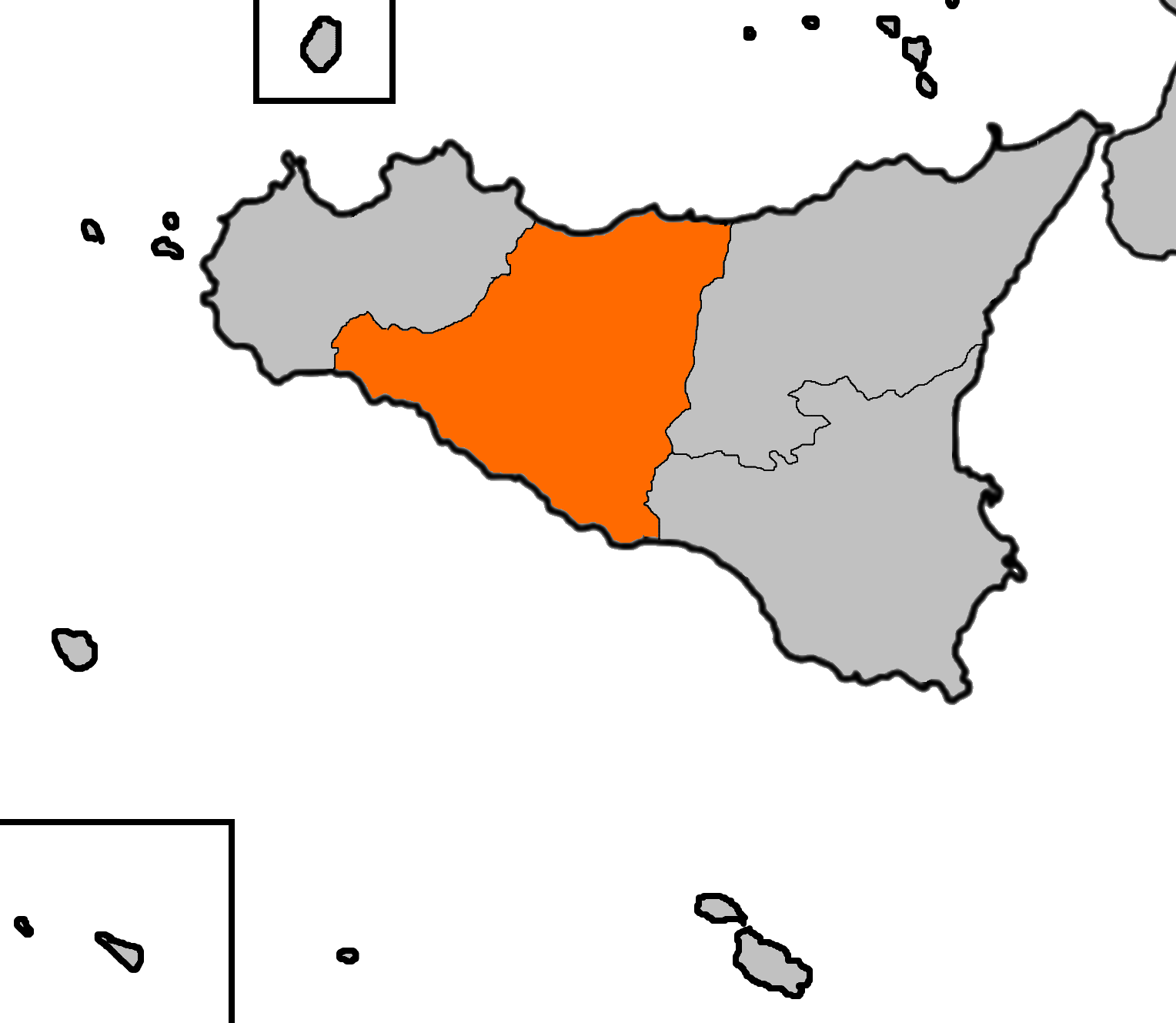
Massima estensione del Vallo (dal 1282 al 1292) con la denominazione di Val di Agrigento, della contea di Geraci e delle parti di Termini e Cefalù.

L'istituzione del Vallo di Girgenti o di Agrigento risalirebbe all'età federiciana, in quanto appare la prima volta menzionato nel 1233. La sua esistenza tuttavia viene ipotizzata precedente a tale periodo, dal Gregorio e dal Capozzo il quale riporta che, delle diverse circoscrizioni in cui era ripartita la Sicilia in età araba, si ha memoria di cinque di esse: i valli di Mazara, di Noto, di Demena, di Agrigento e di Milazzo. Egli, ancora, afferma che la ripartizione in valli fu ripresa da Ruggero II, il quale, però, mantenne i soli tre valli di Mazara, di Noto e di Demena, destinando un giustiziere all'amministrazione di ciascuna delle tre province. Il numero di camerari previsti per i valli invece potrebbero, per Capozzo, aver mantenuto il territorio di competenza su circoscrizioni meno estese che, grossomodo, potevano ricalcare la suddivisione araba:
(Guglielmo Capozzo)
Il Vallo viene riconfermato da Pietro I e viene dotato di un giustiziere, come ogni altro dei sette valli previsti. All'inizio degli anni 1370 dal Vallo di Girgenti, durante il periodo di concessioni fatte da re Federico IV, alla competenza del giustiziere del Vallo vennero sottratti la stessa Girgenti, Racalmuto, Cammarata e le università feudali di Giovanni e di Manfredi Chiaromonte. Tale situazione si mantiene fino al 1403 quando il Vallo viene accorpato al Vallo di Castrogiovanni con le Constitutiones di re Martino I. Il neonato Vallo di Girgenti e Castrogiovanni prevedeva una suddivisione in otto territori: Girgenti, Naro, Licata, Castrogiovanni, Calascibetta, Polizzi, Castronovo e Sutera. Con la riforma del Regno durante l'età dei viceré, attribuita a Marcantonio Colonna, il Vallo verrà ridotto a comarca del Vallo di Mazara, passando ad essere una struttura amministrativa di secondo livello, subordinata al Vallo. La comarca sarà poi annullata con la riforma borbonica prevista dalla Costituzione siciliana del 1812, Girgenti divenne capoluogo del distretto e della provincia omonimi. La provincia rimarrà quasi invariata per la costituzione della Provincia di Agrigento, istituita dalla Costituzione del 1947, entrata in vigore l'anno seguente.
Il territorio occupato dal Vallo inizialmente si estendeva dal Canale di Sicilia al Mar Tirreno, comprendendo 
(Lodovico Bianchini)
Il Vallo si ridusse all'area territoriale che dalla costa mediterranea si estende fino all'entroterra dopo il 1282 con la creazione del giustizierato della Contea di Geraci, che comprendeva le partes di Cefalù e Termini.
Caratteristica geologica dell'area occupata dal Vallo sono le conformazioni rocciose sedimentarie e una ricca attestazione di ricche miniere (in prevalenza di zolfo) e di cavità carsiche testimoni di una ricchezza idrica del sottosuolo. Il territorio di superficie invece appare meno rigoglioso per apporto idrico. Stretto tra i due grandi bacini del Salso e del Belice, quest'ultimo è confinante col Vallo di Mazara e l'area in cui esso scorre è tra le più instabili geologicamente essendo stata sconvolta da violenti sismi, tra cui quello del 1578 con epicentro a Sciacca (magnetudo 5.17±0.30) e quello del 1740 (magnetudo 5.37±0.30). Vegetazione naturale prevalente a macchia mediterranea, mentre le principali coltivazioni sono ad oliveti - di probabile inserimento greco - e a mandorleti. Le principali città si insediarono lungo la costa, mentre non manca la presenza di nuclei abitativi di notevole dimensione o importanza strategica nell'interno, come Bivona o Burgio.

## Altre entità
Nel tempo, sulla base di particolari eccezioni, vennero istituite entità amministrative concorrenti alle attività svolte dai valli, spesso rientranti nel territorio degli stessi, ma autonome nella gestione dell'erario e dei tribunali. Talora si trattava di concessioni speciali per benefici storici o per il non indifferente privilegio di aver ospitato la coorte reale per lungo tempo.

### Palermo

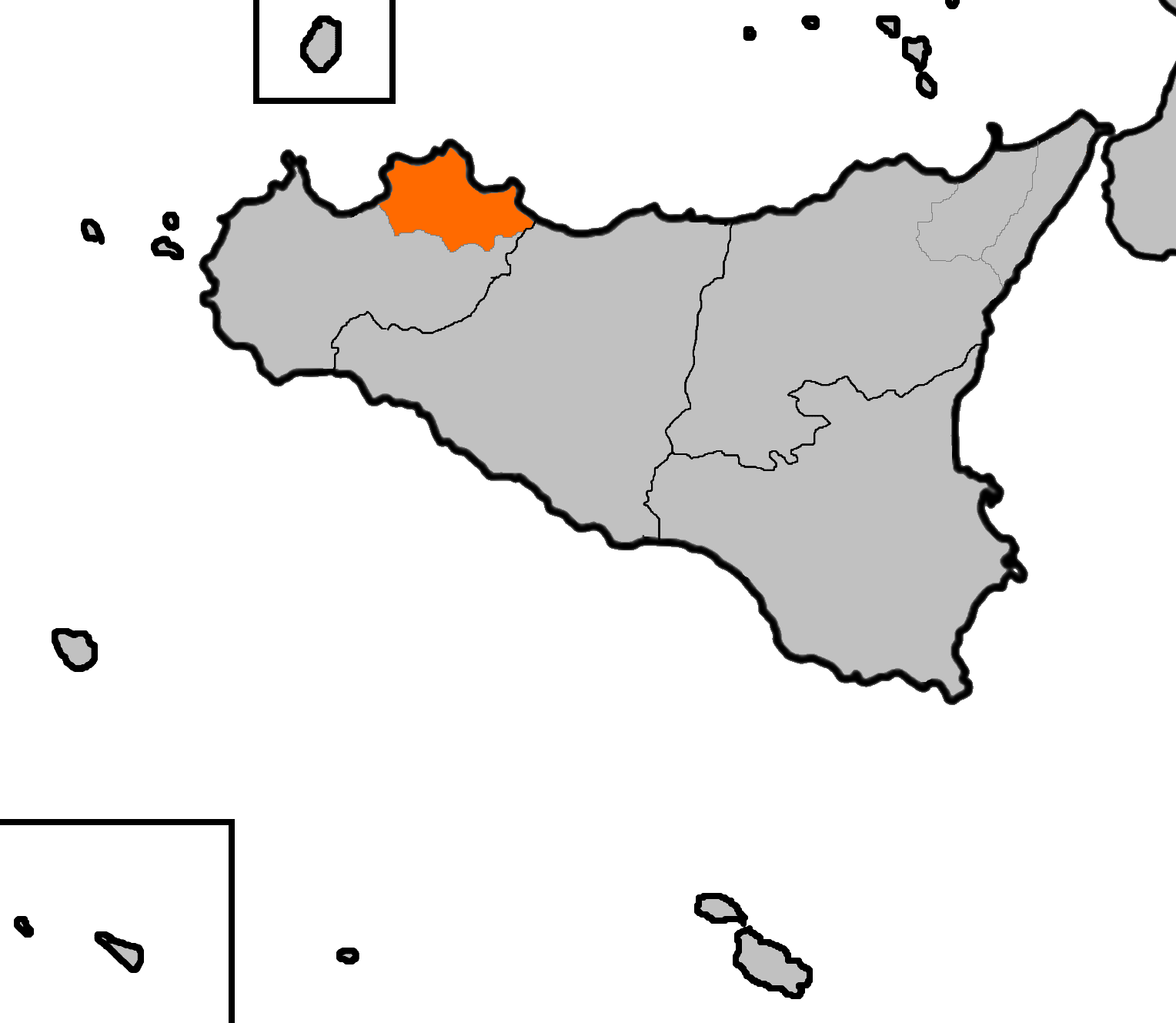
Massima estensione del Giustizierato (dopo la riforma del 1282).

La città di Palermo territorialmente rientrava nel Vallo di Mazara, ma essendo capitale del Regno di Sicilia dal suo nascere nel 1130 sotto Ruggiero II, ottenne il beneficio di un funzionario regio residente nella città, che assumesse funzioni analoghe al giustiziere del vallo. Con la riforma amministrativa di Federico II la Sicilia venne divisa in due giustizierati, citra e ultra Salsum, ponendo Palermo quale residenza del secretus, funzionario regio cui era affidata l'amministrazione e la riscossione dei tributi del giustizierato. Il territorio comprendeva tutta la cuspide occidentale della Sicilia fino al valico naturale del fiume Salso, inglobando i due valli di Mazara e di Girgenti. Sotto Carlo I d'Angiò l'amministrazione sveva del Regno venne mantenuta tale, mentre fu re Pietro I a riformare il sistema amministrativo, separando le competenze dei valli di Mazara e di Girgenti da quelle di Palermo, istituendo nella città uno dei sette giustizierati isolani. Il giustizierato di Palermo dovette comprendere il suo territorio, ossia l'immediato entroterra, parte dei territori adiacenti, probabilmente inglobando la diocesi di Monreale, orbitante sulla città. Dopo la guerra del Vespro e la guerra civile i valli si presentavano ormai spezzettati per le diverse concessioni fatte ai grandi feudatari, così che le grandi amministrazioni perdevano di fatto numerose città su cui vigevano forme di amministrazione locali e autonome. Con Federico III Palermo mantenne la sua autonomia di giustizierato grazie alla figura del pretoris, funzionario di nomina regia che concorreva al giustiziere del vallo, autonomia destinata a garantire una certa continuità anche a seguito dei disordini che causarono la lunga pausa delle funzioni dei valli fino alla riforma di Federico IV nel 1373, ma. Nel 1403 il pretorato di Palermo viene riassorbito dal Vallo di Mazara, secondo la riforma di Martino I, sebbene continuasse a mantenere una sua rilevanza politica. Con la morte di Martino II e la reggenza della regina Bianca, Palermo perde la sua centralità, essendo Madrid la capitale del Regno, mentre in Sicilia vi si stabiliscono i vicari del sovrano.
Nel 1583 la riforma del viceré Marcantonio Colonna vede l'istituzione della Comarca di Palermo, parificata alle altre 41 e, secondo alcuni autori, sottoposta al Vallo di Mazara. Nel 1734 la Sicilia viene conquistata da Carlo III il quale verrà coronato Re di Sicilia l'anno successivo nella città, elevata nuovamente a capitale del rinnovato Regno. Sebbene il titolo di capitale verrà mantenuto, nel 1812 la comarca di Palermo sarà abolita e la città diventerà capoluogo dell'omonimo distretto, ricalcante grossomodo il suo antico confine. A seguito del Congresso di Vienna, con l'unione dei regni di Sicilia e Regno di Napoli, nel 1816 Palermo perde anche il privilegio di capitale, essendo da quella data Napoli sede del nuovo Regno delle Due Sicilie.

### Messina

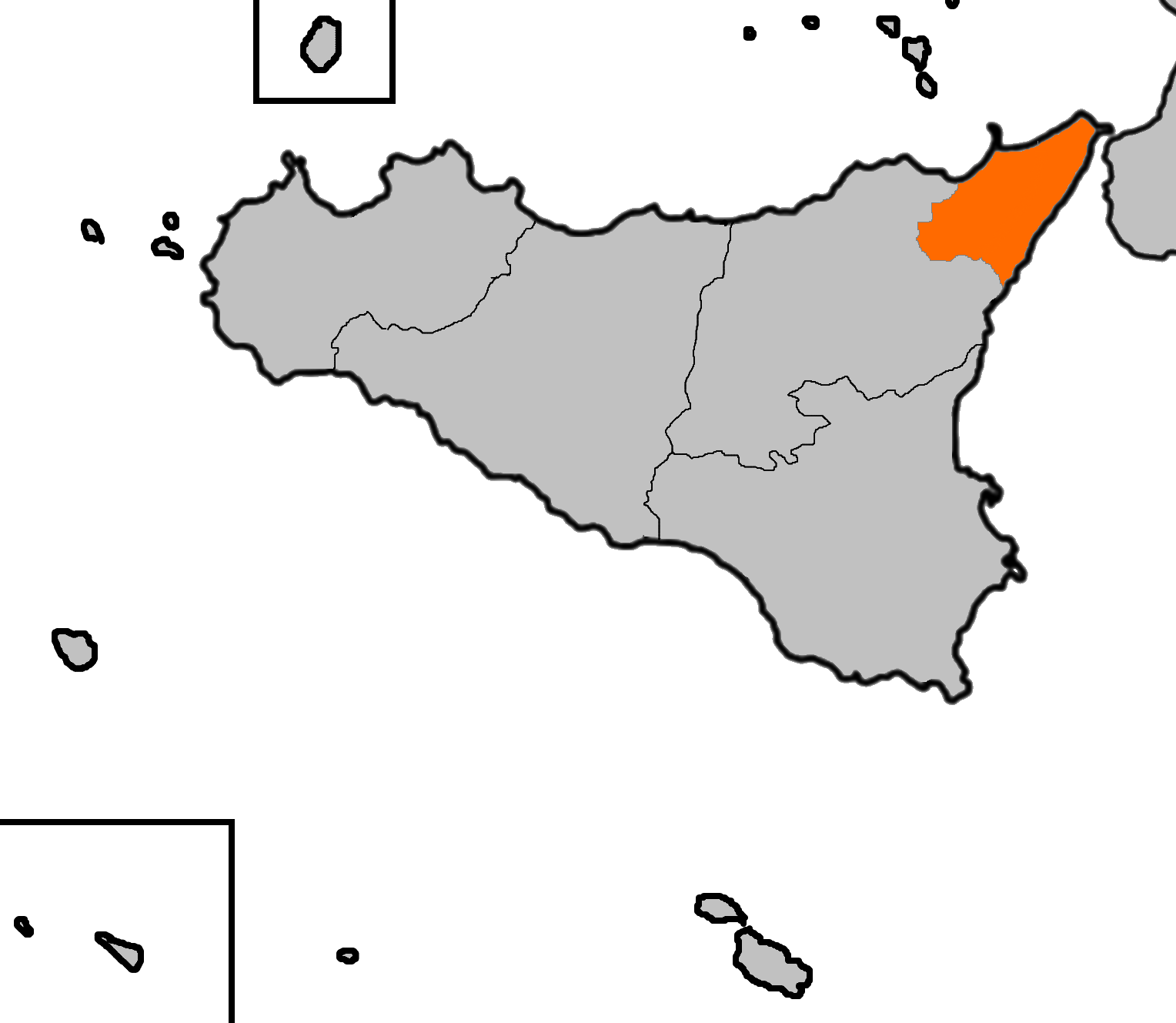
Massima estensione dell'intendenza dello Strategoto (dopo la concessione del 1302).

Al momento della conquista della Sicilia i Normanni trovarono un territorio la cui amministrazione faceva capo a più funzionari di diversa istituzione, estrazione e origine. In particolare nel Val Demone incontrarono i residui del thema di Sicilia, dove esistevano ancora il catepano e lo strategoto, cariche preservate dalla dominazione saracena. Le figure, spogliate ormai della loro funzione, mantennero il titolo e venne preposta Messina quale sede delle amministrazioni della comunità greca rimasta sull'Isola, mantenendo il titolo di Strategoto di Messina. Sotto Federico II allo stratigoto di Messina, per ispecial privilegio competeva l'amministrazione della giustizia criminale, ma, per il suo operato, questo magistrato rispondeva, comunque, al giustiziere del Val Demone, dal quale dipendeva. L'amministrazione civica e dei territori limitrofi era stata affidata, sin da tempi antichissimi ad un magistrato di nomina regia. Con la riforma del 1231 Messina venne messa a capo del giustizierato della Sicilia citra Salsum, costituito dalla metà orientale dell'Isola fino al limite naturale dell'omonimo fiume. Il secretus preposto a capo del giustizierato aveva competenza, oltre che per la metà orientale della Sicilia, anche sul giustizierato di Calabria e sulla Val di Crati e Terra Giordana, situate sulla parte peninsulare del Regno. La competenza dello stratigoto di Messina doveva inizialmente comprendere solo il territorio di Messina, ossia la città e il suo immediato circondario, ma nel 1302, su privilegio di re Federico III si estese a comprendere anche il Vallo di Milazzo, fino a quell'anno accorpato ai Valli di Castrogiovanni e di Demona. Le varie riforme amministrative aragonesi vedono confermata la circoscrizione del territorio di Messina, dove continuerà a esistere - sebbene privato della funzione bizantina e parificato al giustiziere - lo stratigoto. Nemmeno la riforma di Martino I annullerà tale privilegio alla città sullo Stretto. La centralità e i grandi privilegi ottenuti spingeranno Messina a richiedere di divenire sede di un secondo viceré sull'Isola concorrente a quello di Palermo, ma la richiesta venne respinta. Nel 1583 diviene capoluogo della omonima comarca, istituita insieme ad altre 41 su tutta l'Isola dal viceré Marcantonio Colonna. Lo stratigoto di Messina verrà soppresso nel 1678 quando, a seguito della rivolta antispagnola, perse tutti i privilegi storici concessi. Decaduta, da quella data viene inserita definitivamente nel Val Demone fino al 1812, quando i valli verranno dissolti e sostituiti dalle Provincie. Messina diviene capoluogo di provincia e del proprio distretto.

### Catania
La città di Catania rappresenta un caso anomalo, essendo ubicata a cavallo dei due valli di Noto e di Demona e ritrovandosi così amministrata ora dall'uno ora dall'altro vallo. La città fu in precedenza sede dell'iqlīm di Ibn al Maklati, ma con la conquista normanna della Sicilia perse la sua autonomia e divenne la punta meridionale del Val Demone, pur mantenendo una certa importanza e un peso politico che ne faranno una città concorrente alle privilegiate Messina e Palermo. Catania era però feudo del vescovo il quale aveva in città la sede di una delle più antiche diocesi isolane, riformata dai Normanni. Durante il periodo svevo, nel 1231, le città siciliane si ribellano all'autorità imperiale, probabilmente su istigazione papale. Federico II volle punire le città ribelli distruggendole, ma si fermò quando giunse a Catania. La città fu non solo risparmiata, ma, dissolto il feudo vescovile, venne elevata al rango di demanio. Pietro I vi istituirà il parlamento aragonese e in seguito la città diverrà sede dei reali di Sicilia, ottenendo notevoli benefici. Nel periodo aragonese forse per la prima volta la città è annessa al Val di Noto, come appare in una carta del 1408. Sotto Federico III venne istituito il patrizio, carica analoga alla figura preposta al vallo, che rendeva la città autonoma per l'amministrazione della giustizia, cui si affiancavano due senatori. Tali figure pretendevano una sorta di continuità storica con l'omonimo sistema amministrativo di epoca romana, ma di fatto costituivano una carica ben diversa. L'autonomia civica parrebbe essersi dissolta prima della riforma di Martino I, se non vi è menzione nelle Constitutiones del 1403. Con la riforma del 1583 Catania è a capo dell'omonima comarca che si trova a cavallo tra due valli e la città appare nuovamente all'interno del Val Demone. Il territorio di pertinenza della comarca si estendeva a sud fino al confine con Leontini, a nord fino al Castello di Aci e a ovest fino ai territori di Piazza. Nel corso dei secoli XVI, XVII e XVIII il confine del vallo che circoscrive Catania viene variato. Con la Costituzione siciliana del 1812 la comarca e i valli saranno soppressi e la città diviene capoluogo di provincia e di distretto.

### Malta

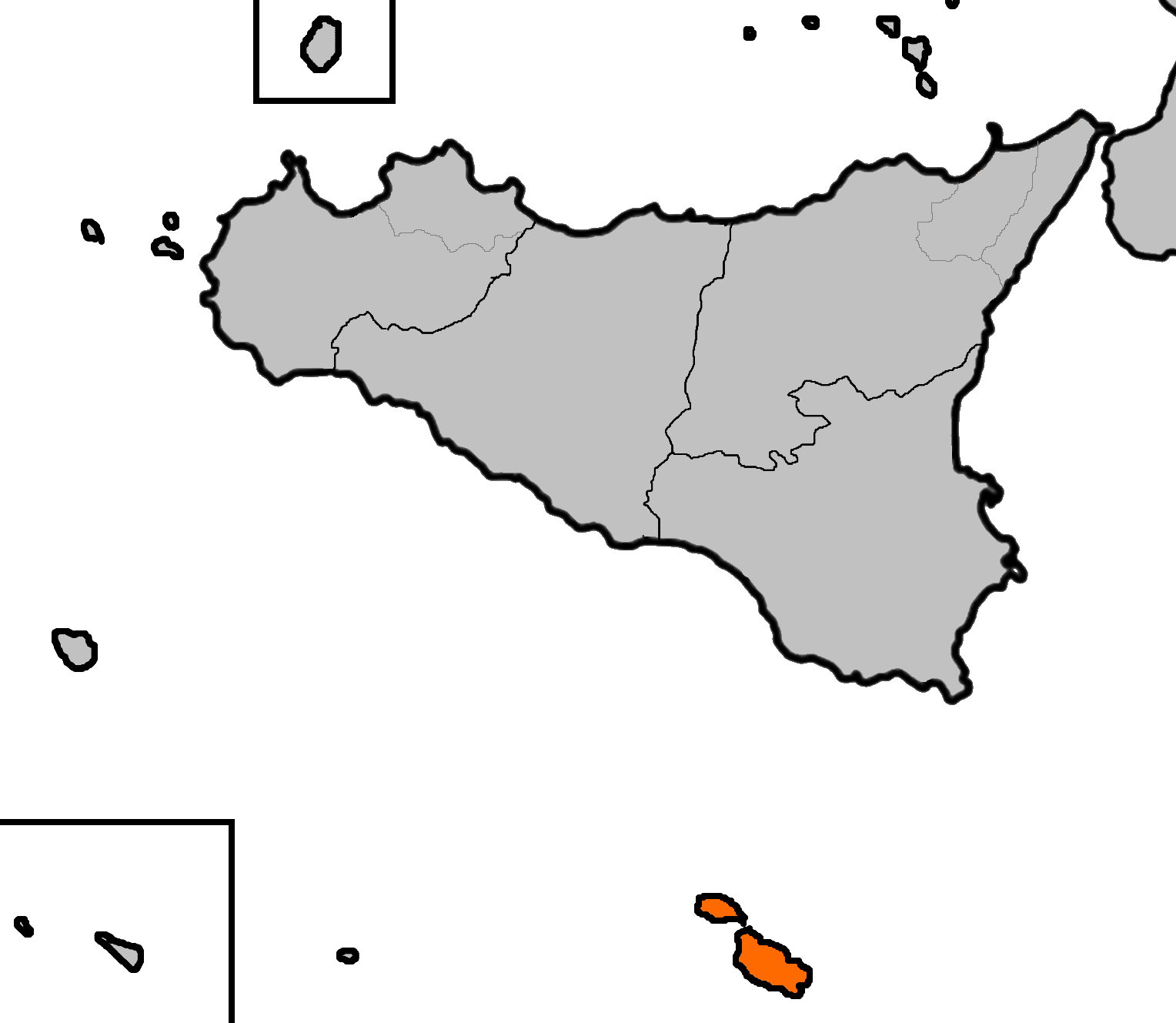
Massima estensione del Giustizierato (dopo la riforma del 1282).

L'arcipelago maltese viene conquistato nel 1091 dai Normanni e considerato demanio regale. Dopo la conquista del Regno da parte di Pietro I l'arcipelago sarà sede di un giustizierato autonomo il cui confine amministrativo coinciderà con i limiti della omonima diocesi. La sua distanza fisica dalla Sicilia favorisce la regolare attività amministrativa del giustizierato anche nel periodo buio della guerra civile siciliana, ma sul finire del XIV secolo verrà infeudata a Manfredi III Chiaramonte, Conte di Modica. Questo inciderà tutto il secolo successivo, di fatto portando ad una subordinazione dell'arcipelago alla Contea di Modica. Dal 1530 le vicende maltesi seguono un percorso parallelo a quelle del Regno, in quanto l'arcipelago verrà concesso in affitto perenne ai Cavalieri Ospitalieri, sebbene il viceré di Sicilia mantenesse il titolo onorifico di Conte di Malta. L'Ordine religioso-cavalleresco era composto da persone di diversa estrazione sociale (sebbene perlopiù nobili) e di diversa origine. Con l'abolizione del viceregno nel 1734 il titolo di Conte di Malta spettò ai re Carlo e Ferdinando, ma solo fino al 1800, quando Malta venne occupata dagli inglesi giunti sull'Isola per liberarla dalle truppe napoleoniche le quali due anni prima invasero l'isola e istituirono un'amministrazione provvisoria fedele a Napoleone. Dal 1814 al 1964 Malta fu parte del vasto Impero britannico e dopo dieci anni di indipendenza e permanenza nel Commonwealth delle nazioni, pur riconoscendo Elisabetta II quale proprio capo di stato col titolo di Reġina ta' Malta, divenne una repubblica presidenziale.

### Contee concorrenti ai valli
Nei documenti a noi pervenuti appare un quadro piuttosto complesso relativo al periodo di amministrazione aragonese dell'Isola, in particolar modo a seguito delle numerose concessioni fatte durante la guerra civile siciliana dai re di Sicilia. Diverse entità feudali di antica fondazione ottennero grandi privilegi e la possibilità del mero e misto imperio, ossia la possibilità di amministrare la giustizia e l'erario indipendentemente da organi superiori come, teoricamente, dovettero essere i valli.

#### Contea di Geraci

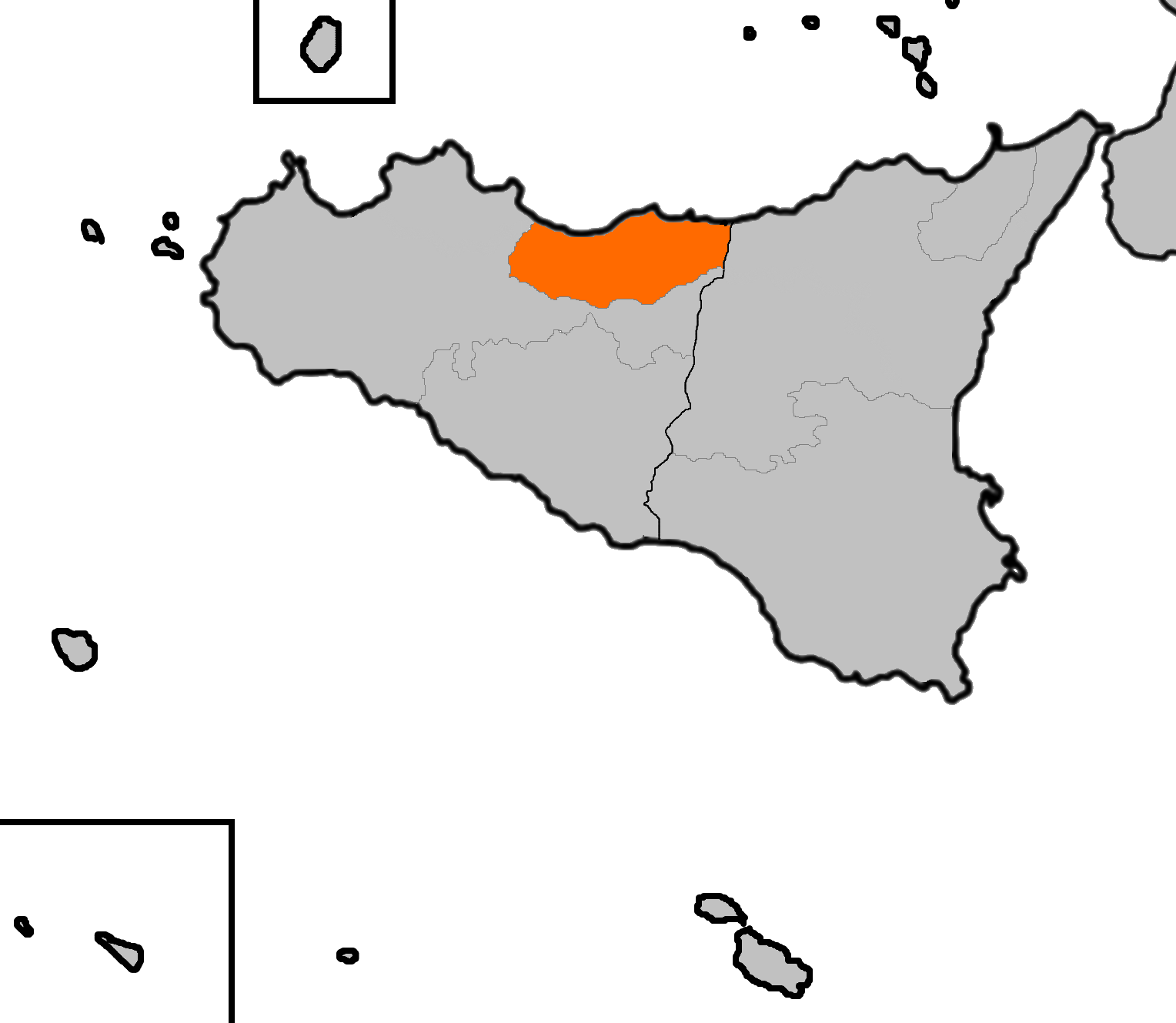
Massima estensione della Contea (intorno al 1258).

La contea di Geraci venne istituita da Ruggiero I e ottiene una notevole rilevanza politica nel 1258, quando Enrico II Ventimiglia si investe conte di Geraci ed ottiene Collesano, Petralia Superiore e Inferiore, poi Gratteri e Isnello, nonché importanti beni e palazzi nella città vescovile di Cefalù. La città divenne il centro della contea assumendo posizioni di rilievo fra i paesi delle Madonie e su parte dei Nebrodi e il suo signore fu nominato "Primo Conte d’Italia e Marchese di Sicilia" e successivamente la Contea di Geraci divenne un vero e proprio "Stato nello Stato" giungendo ad amministrare la giustizia e a coniare proprie monete. Dopo il 1282 infatti la Contea costituirà uno dei sette giustizierati di Sicilia designati da Pietro I insieme alle sue partes (territori di altre entità amministrativa posti sotto la sua giurisdizione) di Cefalù e di Termini. A cavallo tra gli anni 1285 e 1286 il giustizierato della Contea di Geraci e delle partes di Termini e Cefalù viene aggregato al Vallo di Girgenti, il quale prenderà il titolo di «Val di Agrigento, della contea di Geraci e delle parti di Termini e Cefalù» fino al 1292, anno in cui la Contea di Geraci si distaccherà poiché nuovamente infeudata a Enrico II dopo la morte del figlio Aldoino, mentre le partes di Termini e Cefalù rimarranno pertinenza del Vallo di Girgenti. Verso la fine del XIV secolo i signori di Geraci ottennero il riconoscimento pontificio del proprio Vicariato Generale, cioè della propria signoria su una parte del territorio del Regno.
Nei primi anni di viceregno, Giovanni I Conte e Marchese di Geraci trasferì la capitale della Contea da Geraci a Castelbuono nel 1419. Egli fu anche Governatore di Napoli, nel biennio 1430-1432 Viceré di Sicilia e dal 1444 Viceré del Ducato di Atene. Nel 1430 Alfonso d'Aragona diede ai Ventimiglia e alla Contea di Geraci il privilegio di piena giurisdizione penale e quello di lasciare in eredità ai suoi successori il medesimo diritto. Dal 1436 la Contea si eleva a rango di Marchesato e negli anni 1595 e 1606 il Marchese di Geraci e Principe di Castelbuono è nominato Presidente del Regno. Con l'abolizione del feudalesimo previsto dalla Costituzione siciliana del 1812 il Marchesato di Geraci viene di fatto annullato e il suo territorio diviso tra i distretti di Termini e di Cefalù, entrambi facenti parte della provincia di Palermo.

#### Contea di Modica

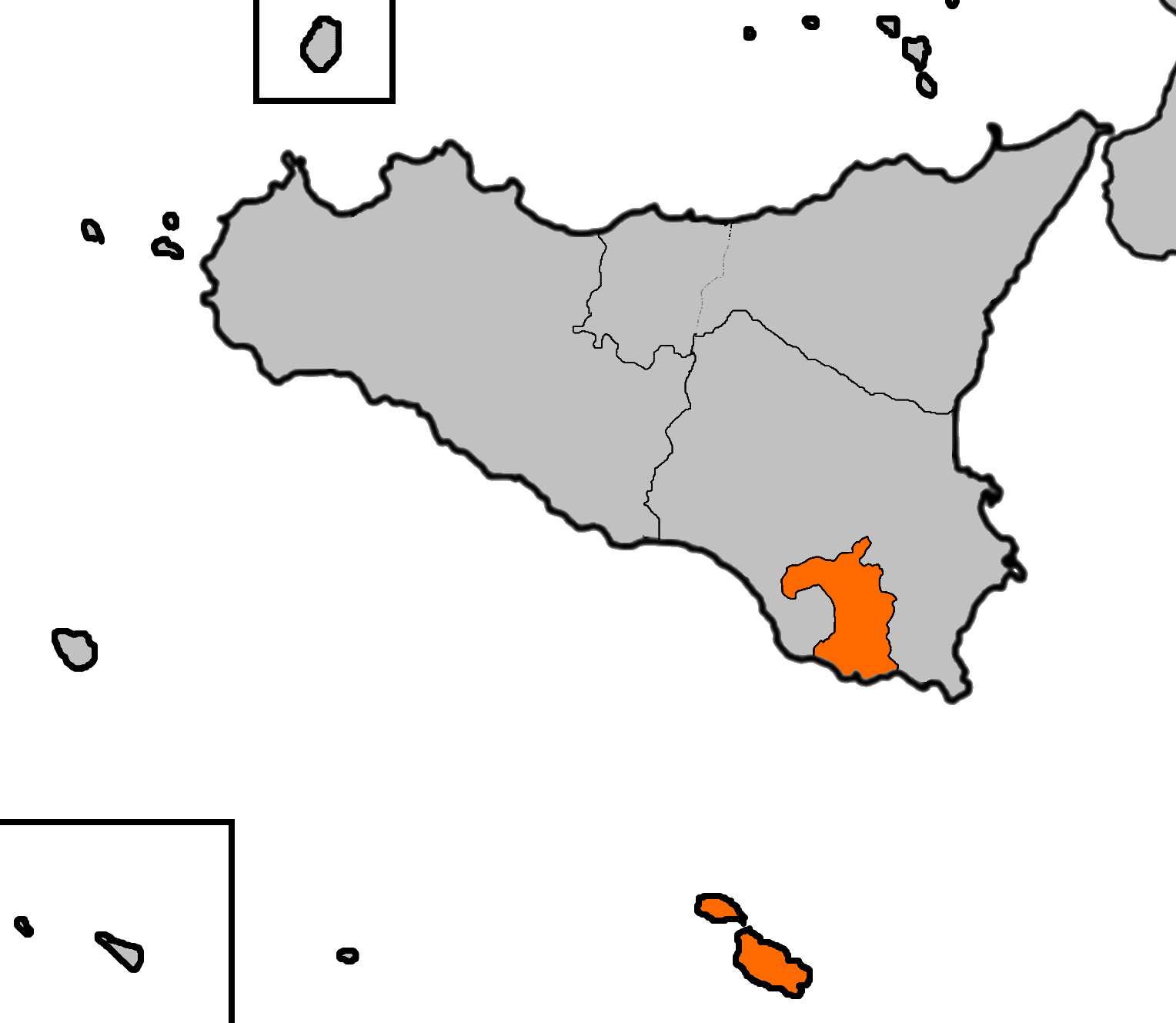
Massima estensione della Contea (prima del 1530) con l'annessione dell'arcipelago di Malta.

La Contea di Modica viene istituita nel 1296 come feudo concesso da Federico III a Manfredi I Chiaramonte. La Contea comprendeva al suo nascere - oltre alla sua capitale Modica - gli attuali comuni di Scicli, Pozzallo e Ispica, oltre alla preesistente Signoria di Ragusa, la quale comprendeva le città di Gulfi e Caccamo, di cui era titolare il Chiaramonte in qualità di Dominus. Successivamente ne fecero parte anche i comuni di Biscari, Comiso, Giarratana, Monterosso, Santa Croce, Vittoria, nonché le signorie di Alcamo e Calatafimi. La storia dell'autonomia amministrativa di questo stato nello stato ha le radici nell'investitura di Bernat Cabrera del 1392, da parte di Re Martino I, dopo la condanna a morte di Andrea Chiaramonte con formula "sicut Ego in Regno Meo et Tu in Comitato tuo". Con l'avvento nella Contea della famiglia Enriquez, grazie al matrimonio nel 1481 di Anna Cabrera con Federico Enriquez de Cabrera, Almirante di Castiglia e primo cugino del Re di Spagna Ferdinando il Cattolico, l'autonomia ed il potere del Conte ebbe un'ulteriore affermazione e la Contea ebbe un'amministrazione simile a quella di uno stato sovrano: risiedevano in Modica il governatore, un tribunale di Gran Corte ed una curia per le prime e per le seconde appellazioni, dotate di propri giudici, avvocato, procuratore fiscale e capitano di giustizia (che aveva potere sulle corti capitanali), il Tribunale (o Corte) del Real Patrimonio (tale corte aveva propri maestri razionali, i contatori, il conservatore o revisore di libri, un suo avvocato, un notaio, un tesoriere ed un procuratore fiscale), il protomedico, il protonotaro (con venti notari a lui sottoposti), il capitano militare, il tesoriere, il maestro segreto (che coordinava i segreti dei singoli comuni), il maestro giurato (che ispezionava il lavoro dei quattro giurati di ogni comune della contea) ed il maestro portulano per il controllo delle coste della Contea. Figure successive di funzionari furono nei secoli XVII e XVIII quelle del procuratore generale della Contea, che risiedeva a Palermo per curare gli affari più importanti del conte - il quale dal 1486 risiedeva in Spagna -, le figure del procuratore dei poveri e dell'avvocato dei poveri. Fu pure sede di Sant'Uffizio o Tribunale dell'Inquisizione e di uno dei tre commissari siciliani della Apostolica bolla di Santa Crociata, con competenza su tutto il Val di Noto. Nel 1641 il Conte di Modica Giovanni Alfonso Enriquez de Cabrera fu nominato dal Re di Spagna Viceré di Sicilia e nel 1644 anche Viceré del Regno di Napoli, fino al 1646. Di fatto dal 1392 al 1702 - anno in cui Filippo V di Borbone privò Giovanni Cabrera del titolo di Conte di Modica e di Almirante di Castiglia, per alto tradimento - la Contea fu considerata e trattata come uno Stato autonomo che mantenne funzioni amministrative autonome fino al 1702; tra il 1713 e il 1720, durante la dominazione piemontese, la Contea non fece parte dei domini di Casa Savoia, ma costituì, di fatto, una enclave spagnola nel territorio sabaudo. Dal 1717 è anche l'unica entità territoriale che viene identificata nelle carte geopolitiche del Regno al di là dei tre valli. Con la Costituzione siciliana del 1812 la Contea viene soppressa e i suoi territori divisi in distretti il cui maggiore fu quello di Modica.

### Altre forme substatali
Oltre alle predette formule amministrative, che di fatto riducevano la competenza dei valli, sono esistite nel tempo forme di gestione amministrativa ad personam concesse a singole persone o cariche, spesso di breve durata, ma che di fatto sottrassero alle sovrastrutture statali poteri giuridici. Spesso si trattò della nomina di capitani di giustizia in città demaniali o benefici concessi a singoli feudatari.

#### Capitanati
Il titolo di capitano ha antica origine ed è presente sin dai primissimi tempi del Regno. I capitani svolgono funzione giuridica presso i castelli del demanio, certamente fino a Manfredi il quale nel 1255 investe Enrico Abbate della carica militare di capitaneus in Valle Mazarie. A seguito della Guerra del Vespro fu re Federico III a fare diverse concessioni e a istituire numerosi capitanati con funzioni giudiziarie. Nel 1312 ne viene fondato uno a Trapani, forse con giurisdizione nella sola città e nel suo territorio, la cui presenza è accertata almeno fino al 1329 ed ha il titolo di giustiziere di Trapani. Sono attestati come giustizieri di Trapani: Rodorico Garsia Villana (Villaygua) nel 1311-1312, Bartolomeo Montaperto nel 1325-1326, Rainaldo Milite nel 1327-1328 e nel 1328-1329. Dal mese di novembre dell'anno 1348 anche nella Contea di Adernò è attestata la presenza di un capitano giustiziere, la cui competenza dovette comprendere l'ampio territorio della stessa. Dal 1348 al 1362 la guerra civile siciliana è causa dell'incremento delle unità amministrative sull'Isola, spesso sono circoscritte a singole città. Vengono istituiti capitanati di città con nomina regia inizialmente come capitani di guerra e dal 1361 quali capitani con cognizione delle cause criminali. Tali figure avevano pieno titolo per la gestione della giustizia criminale. A partire dal 1373 il loro numero aumentò e in tre anni quasi tutte le terre demaniali furono concesse ai capitani. Tali capitanati rimarranno a lungo, nonostante il tentativo di Martino I, e solo durante il lungo vicereame verranno in parte dissolti.

#### Feudi
Le concessioni reali avvenute durante il 1361 per mano di Federico III prevedevano la formula quod vitam per i grossi feudi (come nel caso dell'arcipelago di Malta e la Contea di Modica), mentre per le piccole realtà feudali vennero effettuate concessioni secondo la formula «a regio beneplacito». Tali benefici vennero ottenuti prima della conclusione della guerra civile, in quanto i feudatari approfittarono della minore età del sovrano. Tra i feudi beneficiari la Contea di Agosta e la Contea di Butera entro il Val di Noto, la Contea di Caltanissetta, la Contea di Paternò e la Contea di Mistretta nel Vallo di Castrogiovanni e di Demona. Ad ogni modo tali concessioni si rivelarono quasi tutte fittizie o comunque quasi mai sfruttate, poiché o i feudatari si ribellarono al sovrano perdendo di fatto ogni privilegio concesso ovvero per resipiscenza di Federico stesso. Tuttavia il peso politico dei feudatari si farà fondamentale per ogni decisione sull'Isola. Neanche le riforme avvenute sotto il periodo dei viceré riusciranno a intaccare la loro influenza, né le pesanti repressioni durante le rivolte organizzate dai baroni e dai conti siciliani, al punto che Carlo V istituirà diversi nuovi feudi, come la Contea di Mascali con formula di mero e misto imperio o il Ducato di Bivona, e non di meno farà il figlio Filippo che istituirà i principati di Paternò e di Biscari. A queste si aggiungano le numerosissime colonie di origine agricola sorte con la formula ius populandi che caratterizzano il XVI e il XVII secolo siciliano: una miriade di piccoli borghi sorsero con l'intento di colonizzare in misura massiccia il territorio e ricavarne ampie aree di produzione agricola. La maggior parte di questi borghi sorgeva con possibilità di autonomia amministrativa e in forma di marchesati o baronie. Le città e i territori feudali vennero ridimensionate comunque con la riforma del 1583 ad opera di Marcantonio Colonna il quale previde l'istituzione delle comarche. Queste erano delle suddivisioni territoriali che comprendevano una città demaniale (capo-comarca) e diversi feudi ad essa sottoposti. Nel 1816 l'abolizione della feudalità nei regni di Napoli e di Sicilia ne decretò la definitiva scomparsa.